# United States Submarine Force

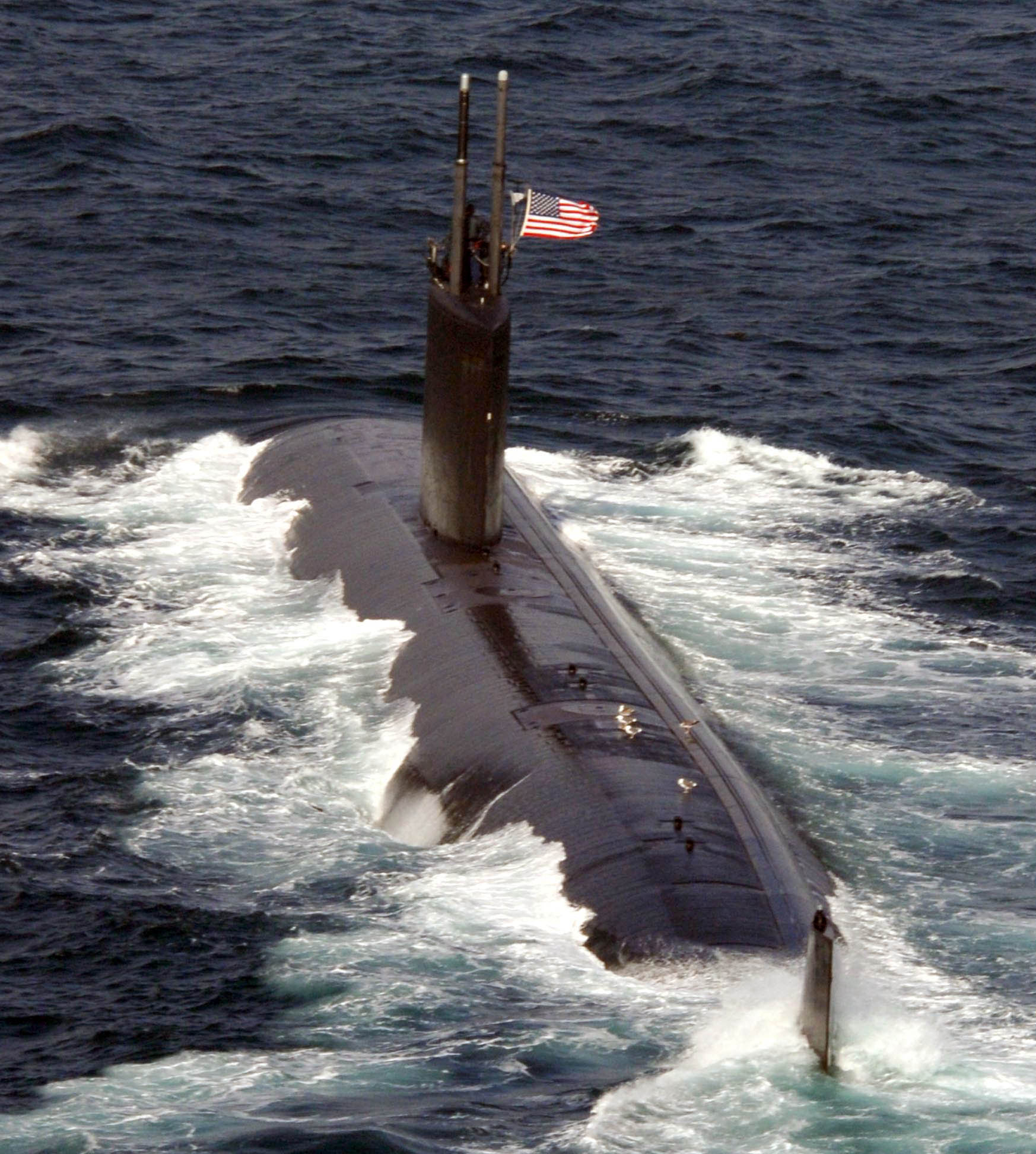
USS „Asheville „ (SSN-758) typu 688i

United States Submarine Force (siły podwodne Stanów Zjednoczonych) – część marynarki wojennej Stanów Zjednoczonych odpowiedzialna za działania floty za pomocą okrętów podwodnych. US Submarine Force operacyjnie podległa jest dowódcy operacji morskich (Chief of Naval Operations), bezpośrednie i bieżące dowodzenie sprawują dowódca sił podwodnych (Commander, Submarine Force) oraz dowództwo floty Pacyfiku ComSubPac (Commander, Submarine Force, U.S. Pacific Fleet). Aktualnie w służbie pozostają okręty czterech typów: Los Angeles, Ohio, Seawolf i Virginia zorganizowane w 6 eskadrach i pięciu grupach bojowych stacjonujących w siedmiu bazach: Kitsap (Bangor), San Diego, Pearl Harbor, Guam, New London (Groton), Norfolk i Kings Bay. Skład osobowy współczesnej amerykańskiej floty podwodnej stanowi 7 procent składu osobowego US Navy, zaś jej okręty stanowią 25% liczby jednostek bojowych całej floty.
Amerykańska flota podwodna jest jedną z chronologicznie najstarszych flot podwodnych, obok niemieckiej U-Bootwaffe jest flotą podwodną która historycznie odniosła najwięcej sukcesów bojowych, spośród wszystkich flot podwodnych świata. Podwodna gałąź US Navy jest przy tym jedyną, która odniosła strategiczny sukces w prowadzonych przez siebie działaniach bojowych, doprowadzając do gospodarczego upadku imperium japońskiego, pozbawiając Japonię surowców niezbędnych nie tylko do prowadzenia wojny, lecz także fizycznej egzystencji.
W czasach najnowszych nuklearne ramię amerykańskiej floty podwodnej jest nosicielem 65% amerykańskiego potencjału strategicznego odstraszania jądrowego.

## Struktura organizacyjna floty podwodnej
Amerykańska flota podwodna podlega ogólnemu dowództwu operacyjnemu reprezentowanemu przez szefa operacji morskich (Chief of Naval Operations – CNO), bezpośrednio zaś dowództwu sił morskich Stanów Zjednoczonych (dawniej dowództwo Floty Atlantyku, w tym sił podwodnych ComSubLant), dowódcy sił podwodnych (Commander, Submarine Force) oraz – w odpowiedniej części – dowództwu floty Pacyfiku ComSubPac (Commander, Submarine Force, U.S. Pacific Fleet). Całość sił podwodnych podzielona jest na przypisane do poszczególnych baz marynarki sześć eskadr okrętów podwodnych i pięć grup. Każda z jednostek operacyjno-taktycznych dysponuje własnym dowództwem, jednakże w zakresie operacyjno-taktycznym w morzu dowodzona jest przez dowództwo wyższego szczebla.

### Związki operacyjno-taktyczne
- Submarine Group 7
- Submarine Group 8
- Submarine Group 9
- Submarine Group 10
- Submarine Squadron 3 (SUBRON 3)
- Submarine Squadron 11 (SUBRON 11)
- Submarine Squadron 15 (SUBRON 15)
- Submarine Squadron 17 (SUBRON 17)
- Submarine Squadron 19 (SUBRON 19)
- Submarine Squadron 20 (SUBRON 20)
- Submarine Development Squadron 5

Skład osobowy współczesnej amerykańskiej floty podwodnej stanowi 7 procent składu osobowego US Navy, zaś jej okręty stanowią 25% liczby jednostek bojowych całej floty.

## Klasyfikacja i nazewnictwo okrętów
Standardowo nazwy wszystkich amerykańskich okrętów składają się z trzech członów: stałego prefiksu określającego przynależność państwową – akronimu USS oznaczającego United States Ship, indywidualnej nazwy jednostki oraz hull number – numeru kadłuba w postaci składającego się z liter i cyfr kodu alfanumerycznego. Nazwy indywidualne okrętów mogą się powtarzać, jednakże alfanumeryczne numery kadłuba oraz kombinacja nazwy indywidualnej i hull number są niepowtarzalne.

### Numery kadłuba
Historycznie wszystkie amerykańskie okręty podwodne numerowane są narastająco w pojedynczej serii liczonej od 1 – z wyjątkiem sześciu jednostek specjalnych – aż do momentu wprowadzenia do służby USS „Seawolf”, który otrzymał numer SSN-21. Oryginalnie nr 21 oznaczał koncepcję konstrukcji: Submarine for the 21st Century (okręt podwodny na XXI wiek). W efekcie, oznaczenie SSN-21 zostało adaptowane jako hull number jednostki, choć narusza to instrukcję sekretarza marynarki z 1920 roku ustalającą system numerowania okrętów. Pierwszym okrętem o numerze SS-21 była „Barracuda”, której nazwę zmieniono później na F-2, przyjęta do służby w roku 1912 i wycofana z floty w roku 1922. Wszystkie okręty poza 3 jednostkami typu Seawolf, numerowane są w kolejności narastająco, według standardowego wzoru.
Obok cyfr w hull number występuje również kod literowy, klasyfikujący okręty pod względem rodzaju. Historyczne i aktualne akronimy przedstawia tabela, przy czym akronimy te używane są w nomenklaturze również dla określania rodzajów okrętów obcych flot, a niektóre z nich weszły do standardowej nomenklatury Sojuszu Północnoatlantyckiego:
| AGSS | Auxiliary Research Submarine            | okręt pomocniczy/eksperymentalny                                                       |
| APS  | Auxiliary Cargo Submarine               | pomocniczy okręt transportowy                                                          |
| S    | Submarine                               | okręt podwodny, przed rokiem 1920                                                      |
| SS   | Ship Submersible                        | okręt podwodny, od 1920 roku                                                           |
| SC   | Cruiser Submarine                       | krążownik podwodny                                                                     |
| SF   | Fleet Submarine                         | okręt podwodny skonstruowany do działań oceanicznych, w tym współpracy z flotą nawodną |
| SM   | Submarine, Minelayer                    | podwodny stawiacz min                                                                  |
| SSA  | Auxilary/Experimental Submarine         | okręt pomocniczy/eksperymentalny                                                       |
| SSAG | Auxilary/Experimental Submarine         | okręt pomocniczy/eksperymentalny                                                       |
| SSB  | Ship Submersible Ballistic              | strategiczny podwodny okręt rakietowy z napędem diesel-elektrycznym                    |
| SSBN | Ship Submersible Ballistic Nuclear      | strategiczny podwodny okręt rakietowy z napędem nuklearnym                             |
| SSG  | Ship Submersible Guided Missile         | okręt podwodny wyposażony w pociski manewrujące                                        |
| SSGN | Ship Submersible Guided Missile Nuclear | okręt podwodny z napędem nuklearnym wyposażony w pociski manewrujące                   |
| SSK  | Hunter-Killer Submarine                 | okręt podwodny wyspecjalizowany w zwalczaniu okrętów podwodnych                        |
| SSM  | Midget Submarine                        | miniaturowy okręt podwodny                                                             |
| SSN  | Submersible Ship Nuclear                | myśliwski okręt podwodny z napędem nuklearnym                                          |
| SSP  | Transport Submarine                     | transportowy okręt podwodny                                                            |
| SSR  | Radar Picket Submarine                  | okręt podwodny dozoru radarowego                                                       |
| SSRN | Ship Submersible Radar Nuclear          | okręt podwodny dozoru radarowego z napędem nuklearnym                                  |
| SST  | Submarine, Target/Training              | treningowy okręt podwodny, okręt podwodny cel                                          |

### Nazewnictwo indywidualne
Nazwy okrętów podwodnych mają kilka źródeł. Pierwszy okręt podwodny US Navy „Holland” (SS-1) w 1900 roku otrzymał nazwę zgodną z nazwiskiem swojego konstruktora Johna Hollanda. Kolejne okręty otrzymywały nazwy gatunków ryb aż do roku 1911, kiedy nazwy zastąpiono kodem alfanumerycznym składającym się z litery oraz cyfry (np. H-1 (SS-28)). W tym wzorze, literowy człon kodu, określał typ okrętu. Ten schemat był kontynuowany aż do 1933 roku, kiedy powrócono do nazw pochodzących od ryb. Po I wojnie światowej nazwy alfanumeryczne zaczęły być ponownie używane dla małych jednostek typu T (trening, w rzeczywistości typ AA-1) oraz K (hunter killer), jednostki te jednak również otrzymały wkrótce nazwy pochodzące od ryb. Międzywojenne jednostki zasadniczo jednak kontynuowały nazewnictwo ryb i innych form życia morskiego, aż do 1971 roku, kiedy wiceadmirał Hyman Rickover, kierujący programem napędu jądrowego marynarki, zapoczątkował nazywanie okrętów myśliwskich nazwiskami byłych członków Kongresu, korzy wspierali program jądrowy marynarki. Cztery jednostki SSN (Submersible Ship Nuclear) otrzymały w związku z tym nazwy „Glenard P. Lipscomb”, „L. Mendel Rivers”, „Richard B. Russell” oraz „William H. Bates”.
Źródła nazw okrętów myśliwskich zmieniły się w 1974 roku, kiedy począwszy od USS „Los Angeles” (SSN-688) zaczęto stosować nazwy miast. W 1983 roku jednak, sekretarz marynarki John Lehman zarządził iż będący w budowie SSN-709 otrzyma nazwę USS „Hyman G. Rickover”, na cześć uznawanego za „ojca floty nuklearnej” admirała, którego w 1982 roku sekretarz marynarki zmusił do przejścia na bardzo późną emeryturę. W rzeczywistości decyzja Lehmana zamierzała do uniemożliwienia Kongresowi nadania imienia Rickovera jednemu z lotniskowców. Kiedy nadawano nazwę SSN-21, nastąpił chwilowy powrót do nazw ryb i nadano mu nazwę Seawolf, będącą anglojęzycznym określeniem zębacza pasiastego, jednak już następny okręt SSN-22 otrzymał nazwę na cześć stanu Connecticut, zaś trzeci i ostatni okręt typu Seawolf – SSN-23 – ponownie otrzymał imię żyjącej osoby, byłego prezydenta Jimmy Cartera.
Odmienny schemat przyjęło nazewnictwo podwodnych strategicznych okrętów rakietowych. 41 okrętów systemu rakietowego Polaris-Poseidon otrzymało nazwy pochodzące od nazwisk „słynnych Amerykanów”, choć kilku z nich nigdy nie było na terytorium kolonii amerykańskich bądź USA. W rzeczywistości były to osoby w jakiś sposób zasłużone dla Stanów Zjednoczonych. Wśród nich znalazł się Kazimierz Pułaski, na którego cześć został nazwany SSBN-633. Schemat nazewniczy zmienił się z momentem rozpoczęcia budowy okrętów rakietowych systemu Trident w 1976 roku, które począwszy od USS „Ohio” (SSBN-726) zaczęły otrzymywać nazwy „stanów unii”. Nazwy stanów zarezerwowane były uprzednio dla najsilniejszych okrętów US Navy – pancerników, a następnie krążowników (CGN 36-41), a zmiana w tym zakresie, odzwierciedla w jakimś sensie zmianę wagi przykładanej przez Stany Zjednoczone do poszczególnych klas okrętów. Wyjątek w tym zakresie został ustanowiony 27 września 1983 roku, kiedy SSBN-730, którego oryginalnie nazwano na cześć stanu Rhode Island, po śmierci senatora Henry’ego Martina „Scoop” Jacksona otrzymał jego imię, zaś nazwę Rhode Island przeniesiono na okręt SSBN-740. Zapoczątkowana okrętami Trident tradycja nadawania jednostkom podwodnym nazw stanów, ma swoją kontynuację w najnowszych jednostkach myśliwskich typu Virginia. Zwodowany 16 sierpnia 2003 roku okręt prototypowy tego typu USS „Virginia” (SSN-774) otrzymał nazwę 47 w kolejności alfabetycznej stanu. Kolejne wchodzące aż po dziś do służby jednostki tego typu, kontynuują tę zasadę nazewniczą.

## Działalność operacyjna
Działalność operacyjna amerykańskich myśliwskich okrętów podwodnych obejmuje zbieranie danych wywiadowczych oraz szkolenie w zakresie zwalczania okrętów podwodnych (ZOP). W wypadku wojny, pierwszoplanową misją tych okrętów będą operacje przeciwko nieprzyjacielskim okrętom myśliwskim i strategicznym okrętom rakietowym, a także prowadzenie działań przeciwko nieprzyjacielskim okrętom nawodnym, wykonywanie ataków na cele lądowe oraz operacje minowe. Zakończenie zimnej wojny, rozumianej jako rywalizacja między dwoma przeciwstawnymi blokami ideologiczno-wojskowymi, zmieniło warunki działania okrętów podwodnych, nie zniweczyło jednakże ich roli. Przeciwnie – zmiany sytuacji politycznej, społecznej, gospodarczej oraz ogólnowojskowej na świecie rozszerzyły zakres stawianych im zadań, zmodyfikowało ich rolę oraz zwiększyły zainteresowanie tym rodzajem broni na świecie. Pierwszym znakiem nowych zastosowań okrętów podwodnych po zakończeniu zimnej wojny był udział 9 jednostek typu Los Angeles w I wojnie w Zatoce Perskiej w 1991 roku, podczas której dwa z nich wystrzeliły pociski manewrujące Tomahawk SLCM na ważne cele w Iraku. 19 stycznia tego roku USS „Louisville” został pierwszym w historii okrętem podwodnym, który wystrzelił pociski manewrujące woda-ziemia podczas operacji bojowej. Odpalił wówczas pięć pocisków TLAM (Tomahawk Land Attack Missile), wspierając sojuszniczą operację powietrzną nad Irakiem „Desert Storm”. Była to jednocześnie pierwsza operacja bojowa amerykańskich okrętów podwodnych od zakończenia II wojny światowej. „Louisville” wystrzelił następnie trzy kolejne pociski z Morza Czerwonego, po czym 6 lutego 1991 roku został zmieniony na tej pozycji przez USS „Chicago”. Drugą jednostką, która odpaliła pociski manewrujące w ramach tej operacji, był USS „Pittsburgh”, który wystrzelił 4 pociski TLAM. Te pierwsze strzały, jakkolwiek przeprowadzone zostały z sukcesem, obarczone były problemami z zakresu dowodzenia i kontroli. 8 lat później (16-19 grudnia 1998), wystrzelone z USS „Miami” pociski TLAM rozpoczęły operację „Desert Fox”. W marcu 1999 roku okręty podwodne kilku państw NATO wzięły udział w operacji „Allied Force”, wspierając działania Sojuszu Północnoatlantyckiego w Kosowie, podczas której amerykańskie i brytyjskie okręty podwodne odpaliły z Adriatyku blisko 1/4 użytych wówczas pocisków TLAM.
Podczas tych operacji okręty podwodne przez długi czas przebywały na głębokości peryskopowej, co było tyleż novum w ich operacjach, ileż rozwiązaniem nieszablonowym, podkreśla to jednakże wzrost rangi okrętów podwodnych w nowej dla nich roli we współczesnych konfliktach zbrojnych oraz militarnych operacjach reagowania kryzysowego. Po atakach z 11 września 2001 roku, w marcu i kwietniu 2003 roku, 12 jednostek typu Los Angeles wzięło udział w operacji „Iraqi Freedom” – każdy z tych okrętów odpalił pociski TLAM. W związku ze wzrostem zagrożenia terroryzmem morskim, Sojusz Północnoatlantycki rozpoczął operację „Active Endeavour” na Morzu Śródziemnym, która w drodze stałego patrolowania oraz monitorowania tego obszaru ma pomóc w zapewnieniu bezpieczeństwa statkom cywilnym w rejonie Cieśniny Gibraltarskiej i Morza Śródziemnego oraz ochrony przed atakami terrorystycznymi.

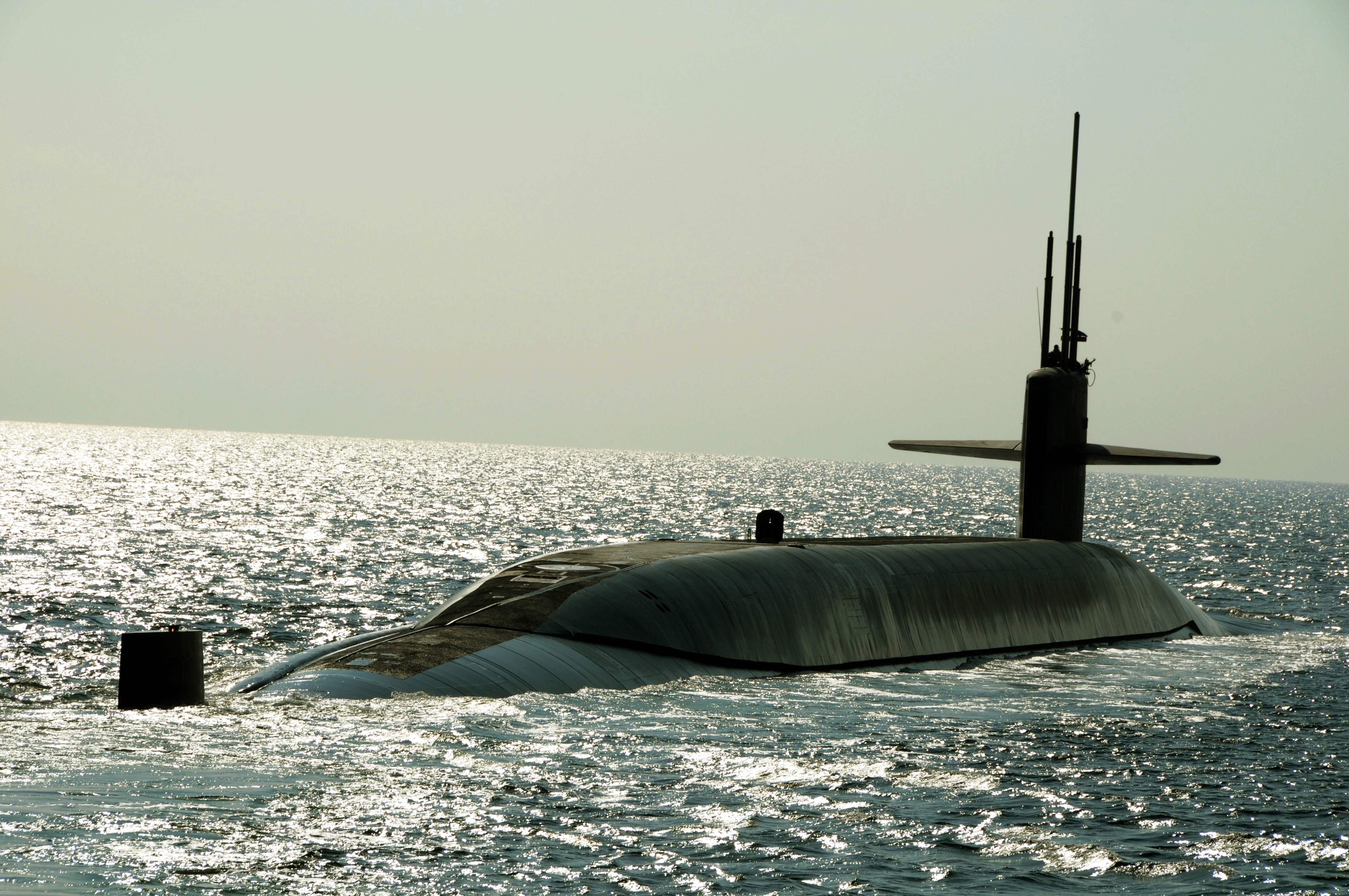
Strategiczny okręt rakietowy USS Maryland (SSBN-738) z załogą „złotą” wypływający na atlantycki patrol operacyjny z bazy Kings Bay

Odmiennie wyglądają zadania amerykańskiej floty strategicznych okrętów rakietowych, stanowiącej podstawę systemu odstraszania jądrowego, która zgodnie ze słowami byłego sekretarza obrony Williama Perrego jest praktycznie niewykrywalna podczas patrolu, najtrudniejsza do zniszczenia oraz stanowi najbardziej odporny element triady nuklearnej. Znaczna część floty tych okrętów jest w każdym momencie w patrolu, a wszystkie okręty SSBN które w konkretnej chwili nie znajdują się na patrolu bądź w długoterminowym remoncie w stoczni, w razie kryzysu mogą być szybko wysłane w morze. Amerykańskie okręty podwodne systemu Trident posiadają 170 metrów długości, każdy z nich może przenosić 24 pociski zdolne dostarczyć głowice termojądrowe na odległość tysięcy mil morskich. Każda z tych głowic może wywołać eksplozję termonuklearną o sile wielokrotnie przekraczającej moc wybuchu bomby atomowej zrzuconej na Hiroszimę, w odległości nie większej niż 90–120 metrów od celu. Taka zdolność destrukcji jest kulminacją dziesięcioleci rozwoju technologicznego i sześciu generacji pocisków: Polaris A1, Polaris A2, Polaris A3, Poseidon, Trident I oraz Trident II. Podobnie, jak już dziesięciolecia temu okręty systemu Polaris, odbywające patrole na Atlantyku i Pacyfiku okręty podwodne systemu Trident, spełniają tylko jedną misję – gotowości do odpalenia wszystkich bądź niektórych przenoszonych przez nie pocisków, w każdym czasie w którym będzie to wymagane. Wypełnienie tej misji wymaga przede wszystkim niezawodnego działania najrozmaitszych technologii.
Schemat patroli amerykańskich okrętów SSBN został ustanowiony przez system Polaris. Patrole okrętów tego systemu z powodu krótkiego zasięgu pocisków ograniczone były początkowo do Morza Norweskiego. Standardową praktyką były tworzone przez trzy okręty jednocześnie „łańcuchy”. Każdemu łańcuchowi przydzielone były dwa zestawy celów, które były „przenoszone” z jednego okrętu na drugi, w połowie jego patrolu. Trzeci okręt pełnił w tym czasie rolę jednostki wsparcia (w tym zaopatrzenia) oraz przejmował pierwszy zestaw celów, w chwili gdy pierwsza jednostka łańcucha wracała z patrolu. W ten sposób, trzy okręty zapewniały ciągłe pokrycie dwóch zestawów celów. Wszystkie następne amerykańskie systemy FBM – wliczając w to systemy z pociskami o większym zasięgu operujące na Atlantyku i Pacyfiku – działają w oparciu o tę samą procedurę operacyjną. System łańcuchów wymaga wysokiego poziomu standaryzacji, gdyż wszystkie okręty łańcucha muszą być wyposażone w taką samą liczbę głowic tego samego typu.

### System dwóch załóg
Prowadzony w latach 50. pogram pierwszych jednostek SSBN typu George Washington, utorował drogę koncepcji dwóch wymiennie przejmujących okręt załóg. 1 lipca 1958 roku, 14 eskadra okrętów podwodnych (SUBRON-14) pod dowództwem kapt. Norvella Warda otrzymała zadanie opracowanie operacyjnej doktryny użycia dwóch załóg dla okrętów SSBN. Opracowany przez nią system dwóch załóg dla każdego pojedynczego okrętu podwodnego zakładał posiadanie przez każda jednostkę załogi „złotej” oraz „niebieskiej”. Każda z tych załóg miała przebywać na patrolu przez 180 dni rocznie – podczas gdy jedna załoga odbywała sześćdziesięciodniowy patrol, druga pozostawała na lądzie, przygotowując się do wyjścia na patrol po powrocie pierwszej załogi. System ten zapewnia bardzo sprzyjające warunki do treningu na lądzie oraz spędzania dużej ilości czasu z rodzinami przed wyjściem w morze. Po powrocie do bazy jednej załogi, okręt przejmowany jest przez drugą załogę. Podczas gdy poprzednia załoga okrętu może odpoczywać po patrolu i szkolić się, załoga która przejęła okręt przygotowuje jednostkę do wyjścia w morze po czym prowadzi okręt na następny patrol.
Przez pierwsze 15 lat zimnej wojny amerykańskie okręty podwodne były obsługiwane przez relatywnie wąską elitę, w całości dobrowolną grupę. W konsekwencji zakrojony na szeroka skalę program okrętów Polaris doprowadził do powstania problemu obsady jednostek. US Navy bowiem musiała w ciągu sześciu lat zapewnić 82 załogi o najwyższym stopniu wyszkolenia, po 136 osób każda, plus załogi dla dwudziestu nowych okrętów myśliwskich – po około 100 osób na każdą jednostkę. Stało się to wąskim gardłem programu, powodem przeprowadzenia bardzo trudnego naboru, w którym do służby na nowych jednostkach podwodnych w latach 60. XX wieku przyjmowano nieraz starszych oficerów i marynarzy. W rzeczywistości, z powodu braku wystarczającej liczby personelu o odpowiedniej jakości, okręty podwodne często musiały wychodzić w morze z załogami w znaczącej części składającymi się z nowo przyjętych członków. W tej sytuacji, fakt uniknięcia przez amerykańską flotę tego czasu poważnych wypadków, świadczy o jakości kadry oficerskiej okrętów oraz o poziomie szkolenia – przede wszystkim w bazie New London.

## Historia

### Początki

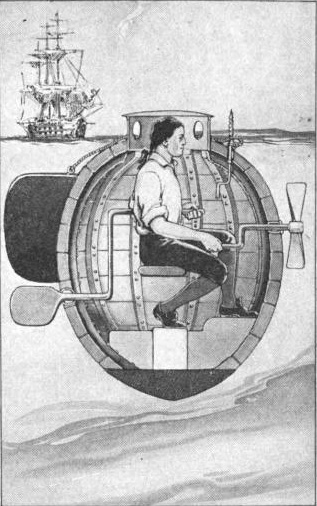
„Turtle” według ilustracji z 1916 roku

Historia amerykańskiej floty podwodnej ściśle związana jest z historią samych okrętów podwodnych jako klasy jednostek morskich, przez wiele dziesięcioleci będącej jedynie klasą okrętów nawodnych, zdolnych do krótkotrwałego zanurzania. Stany Zjednoczone bowiem, i ich obywatele, od zarania związane były z najwcześniejszymi konstrukcjami jednostek podwodnych. Począwszy 1776 roku, kiedy David Bushnell zbudował swój pierwszy okręt podwodny, o nazwie „Turtle”, mający zdziałać przeciw brytyjskim okrętom utrzymującym blokadę morską portu Nowy Jork w trakcie amerykańskiej wojny o niepodległość, przez pierwsze nowoczesne okręty podwodne Johna Hollanda, aż po współczesne jednostki o napędzie jądrowym typu Virginia, Stany Zjednoczone są w awangardzie konstrukcji i wykorzystania tej klasy jednostek. Kiedy urodzony w Pensylwanii Robert Fulton nie znalazł uznania dla swoich konstrukcji podwodnych w oczach najpierw Napoleona Bonaparte we Francji, a następnie w Wielkiej Brytanii, powrócił do Ameryki i tu zbudował pierwszy okręt podwodny napędzany silnikiem parowym o nazwie „Mute”. W 1812 roku, w trakcie kolejnej wojny brytyjsko-amerykańskiej, następna „łódź podwodna” Davida Bushnella zaatakowała brytyjski HMS „Ramillies”. Pierwszym na świecie okrętem podwodnym, który przeprowadził skuteczną akcję bojową, był konfederacki okręt „Hunley”. W trakcie amerykańskiej wojny secesyjnej, 17 lutego 1864 roku, zatopił on należący do Unii USS „Housatonic”. Jednostka Konfederacji zdetonowała przy kadłubie „Housatonica” podczepioną na drzewcu „torpedę”, która spowodowała eksplozję magazynu amunicji okrętu Unii, a siła wybuchu zniszczyła obydwie jednostki. Również stany północne zainteresowane były budową okrętów tej klasy; w 1864 roku rząd rozpoczął finansowanie budowy małego, całkowicie metalowego okrętu i napędzanego siłą mięśni okrętu „Intelligent Whale”. Mimo przeznaczenia na ten cel sporej wówczas sumy 50 000 dolarów, konstrukcja okazała się całkowicie nieudana i w 1872 roku projekt zarzucono.
Pionierami w konstrukcji nowoczesnych okrętów podwodnych z napędem silnikowym również byli Amerykanie. W pierwszej kolejności należy zaliczyć do nich Johna Hollanda – amerykańskiego konstruktora i wynalazcę pochodzenia irlandzkiego, który w 1878 roku zwodował swój pierwszy okręt podwodny o długości 14 stóp (4,26 m) korzystając ze wsparcia finansowego antybrytyjskiego Bractwa Feniańskiego. Organizacja zamierzała wykorzystać konstrukcję Hollanda do ataku na flotę imperium brytyjskiego. Według przyświecającej im idei, niepozornie wyglądający statek handlowy miał przenosić flotyllę małych „łodzi podwodnych”, które spuszczone na wodę, miały niespodziewanie zaatakować brytyjskie okręty. Jego drugi okręt, „Finian Ram”, o długości 31 stóp (9,44 m) miał być jego pierwszym okrętem bojowym. Wyposażony był w benzynowy silnik o mocy 15 KM, zaś zanurzał się, utrzymywał głębokość oraz wynurzał nie dzięki balastowi, lecz z użyciem sterów głębokości, z zachowaniem niewielkiej rezerwy wyporu hydrostatycznego. Uzbrojony był w pneumatyczną armatę, która mogła wystrzelić podwodną torpedę o długości 6 stóp (1,8 m). Jeszcze w trakcie testów „Finian Ram”, Holland wraz Edmundem Zalińskim – wynalazcą polskiego pochodzenia – utworzył przedsiębiorstwo Nautilus Submarine Boat Company, które rozpoczęło budowę kolejnej jednostki „Holland III”, a następnie „Holland IV”. W wyniku nieudanego wodowania 4 września 1885 roku okręt zatonął, został jednak wydobyty, naprawiony i przetestowany. Wspólnikom nie udało się jednak znaleźć nabywcy jednostki i przedsiębiorstwo przestało istnieć jesienią 1886 roku.

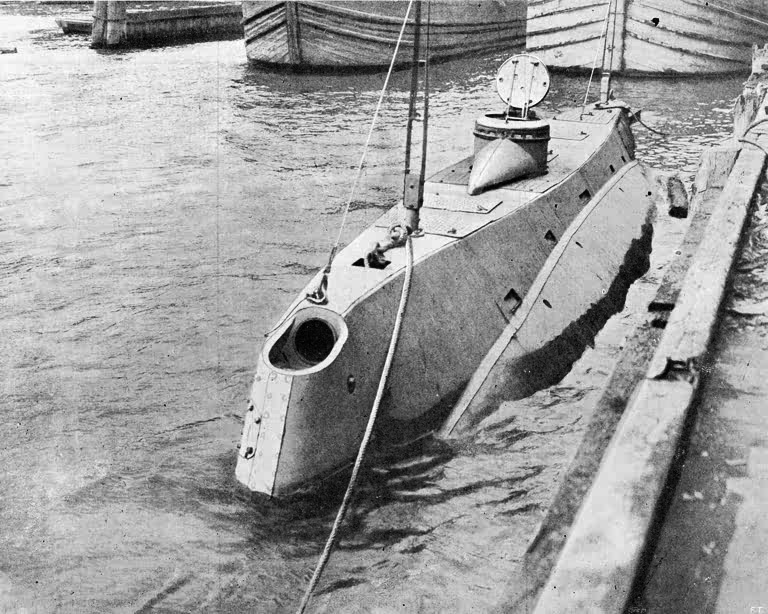
„Holland VI” przed nabyciem przez marynarkę amerykańską

W 1888 roku John Holland wygrał ogłoszony przez rząd Stanów Zjednoczonych konkurs na opracowanie projektu okrętu podwodnego i w 1895 roku należące do niego przedsiębiorstwo Lake Torpedo Boat Company otrzymało kontrakt na budowę. Pojazd podwodny, który otrzymał nazwę „Plunger”, napędzany był za pomocą pary na powierzchni oraz przez energię elektryczną w zanurzeniu, w układzie trzyśrubowym. Holland nie zgadzał się jednak z dostarczoną przez amerykańską marynarkę wojenną specyfikacją techniczną okrętu, twierdząc, że okręt o takiej charakterystyce nie może odnieść sukcesu. Po wielu zmianach projektu przewidywania Hollanda sprawdziły się, zaś projekt został zarzucony. Holland zwrócił jednak pieniądze, które otrzymał od marynarki, i na własny koszt rozpoczął opracowywanie nowego projektu.

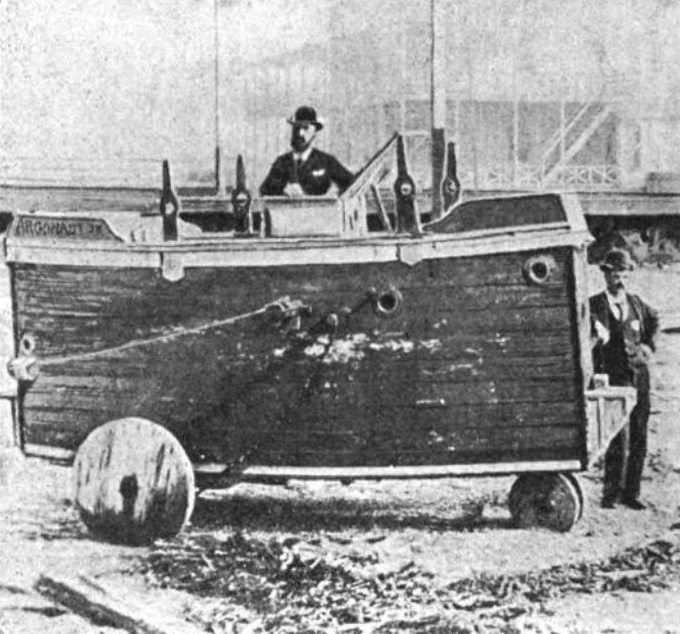
„Argonaut Junior” Simona Lake’a około 1897 roku

17 maja 1897 roku John Holland zwodował pojazd podwodny napędzany silnikiem benzynowym na powierzchni oraz czerpaną z akumulatorów energią elektryczną w zanurzeniu. Okręt, oznaczany pierwotnie jako „Holand IV”, był pierwszym na świecie okrętem podwodnym o „klasycznym” napędzie wykorzystującym silnik spalinowy na powierzchni morza oraz elektryczny w głębinie. Jednostka o wyporności 64 ton na powierzchni oraz wyporności podwodnej wynoszącej 76 ton, uzbrojona była w jedną wyrzutnię torpedową kalibru 457 mm na dziobie okrętu i trzy torpedy, a także dwa działa dynamitowe – jedno zwrócone do przodu, drugie do tyłu. Działa naprowadzano na cel przez obrót całego okrętu. „Holland VI” został zakupiony przez United States Navy 11 kwietnia 1900 roku, a 12 października 1900 roku oficjalnie wszedł do służby w US Navy jako USS „Holland”. „Holland” miał niewielki zasięg, a pod wodą rozwijał prędkość 5-8 węzłów. Z powodu niedojrzałości technologicznej nowej konstrukcji, ta obsługiwana przez 7-osobową załogę jednostka, pełniła jedynie rolę szkoleniową i już w 1905 roku została wycofana z eksploatacji, a przed wybuchem I wojny światowej została pocięta na złom. Niewątpliwie jednak stanowiła wyznacznik trwałego – jak się miało później okazać – trendu. Następny projekt – „Holland VII” odniósł spektakularny sukces – w liczbie 24 egzemplarzy służył we flotach Stanów Zjednoczonych, Wielkiej Brytanii, Rosji, Japonii oraz Holandii, stając się punktem wyjścia do dalszego rozwoju konstrukcji podwodnych tych krajów.
John Holland miał bardzo poważnego rywala w walce o względy amerykańskiej marynarki wojennej – Simona Lake’a. Pierwszy eksperymentalny okręt tego genialnego wynalazcy – przedstawianego oryginalnie jako „pionier odkrywców okrętów podwodnych”, dzisiaj zaś jako „ojciec nowoczesnych okrętów podwodnych” – „Argonaut Junior” (czasem opisywany jako „Argonaut I”), był bardzo udaną jednostką zbudowaną prywatnie w 1894 roku. Okręt był napędzany silnikiem benzynowym i energią elektryczną, zaopatrzono go także w koła umożliwiające mu jazdę po dnie morskim. Możliwe było też opuszczanie okrętu pod wodą przez nurków w celu przecinania podmorskich kabli czy też niszczenia min. Sukces tej konstrukcji spowodował, że Lake założył przedsiębiorstwo Lake Submarine Company, które zbudowało kolejny okręt „Argonaut”, operujący jako pierwszy w historii na otwartym morzu. Największym jednak wkładem Lake’a było opracowanie praktycznie działających sterów głębokości, które zostały wprzęgnięte w proces zanurzania okrętu, utrzymywania głębokości oraz wynurzania. Stanowi to istotną innowację wobec innych konstrukcji – w tym przede wszystkim konstrukcji Hollanda – opierających operowanie podwodne przede wszystkim na systemie balastów. W konstrukcjach Lake’a, podobnie jak we współczesnych okrętach podwodnych, stery głębokości odgrywały równie istotną rolę co zbiornik balastowy. Jego konstrukcje wykorzystywały system dostosowania wypełnienia balastu za pomocą wielu zbiorników i pomp do kontroli wyporności oraz zestaw sterów głębokości do kontroli zanurzenia. System Lake’a czynił okręty potencjalnie mniej bezpiecznymi i mniej doskonałymi hydrodynamicznie, jednak jednostki te zmieniały zanurzenie znacznie szybciej. Dwa pierwsze okręty Simona Lake’a: „Argonaut I” oraz „Argonaut II” nie zyskały uznania w oczach US Navy, zostały jednakże wyeksportowane do Rosji i Austro-Węgier, z racji zaś słabej ochrony patentowej zastosowane w nich rozwiązania zostały w całości przejęte przez największą i najważniejszą niemiecką stocznię okrętową Friedrich Krupp Germaniawerft w Kilonii do produkcji jej pierwszych jednostek podwodnych sprzedawanych Rosji, Austro-Węgrom, Norwegii oraz niemieckiej marynarce wojennej.

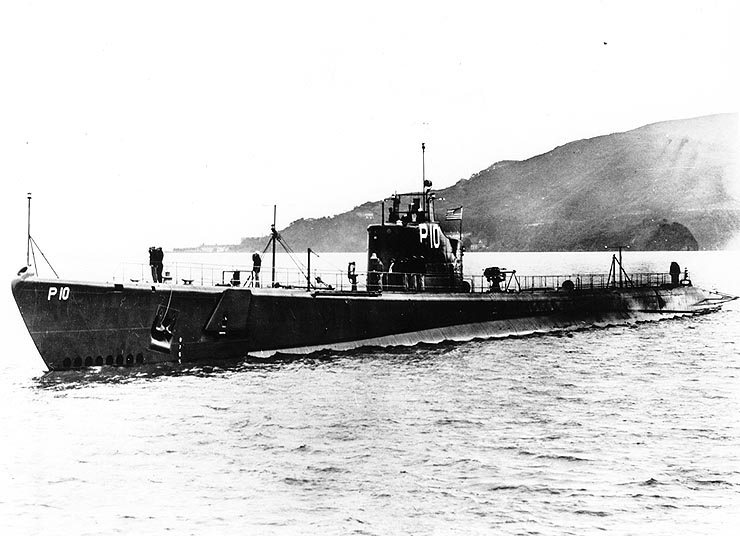
USS „Pompano” (SS-181) typu Perch

Podczas I wojny światowej, mimo że kilka okrętów tego kraju operowało na Atlantyku, a nawet z wysp brytyjskich, amerykańskie okręty podwodne nie odegrały istotnej roli. Był to już. jednak czas intensywnego rozwoju konstrukcji okrętów tej klasy w Stanach Zjednoczonych, przyspieszonego po wojnie wobec zademonstrowanych przez niemieckie okręty podwodne podczas wojny możliwości jednostek tej klasy.
W dwudziestoleciu międzywojennym największe marynarki budowały małe serie okrętów mających za zadanie spełniać bieżące potrzeby oraz dostarczyć dane techniczne do budowy przyszłych, lepszych modeli. Do połowy lat 30. większość z tych flot dysponowała jednym bądź dwoma podstawowymi typami okrętów. W Stanach Zjednoczonych podjęto próbę standaryzacji okrętów, mającą też dostosować je do wymogów traktatu waszyngtońskiego. Dopiero od 1935 roku USA zaczęły wprowadzać do służby nową serię okrętów dość innowacyjnych i udanych typów Shark, Porpoise oraz Perch, na których bazowały kolejne typy – jednostki typu Gato – reprezentanci pierwszego produkowanego na masową skalę amerykańskiego typu okrętów II wojny światowej.

### Druga wojna światowa
Krótko po tym, gdy 7 grudnia 1941 roku japońskie lotniskowce zdziesiątkowały amerykańską flotę na Hawajach, wpychając Stany Zjednoczone do wojny, szef operacji morskich US Navy adm. Harold Stark wysłał do podległych sobie sił rozkaz o treści „Execute unrestricted air and submarine warfare against Japan” (Wszcząć nieograniczone powietrzne i podwodne działania wojenne przeciwko Japonii). Stany Zjednoczone oficjalnie weszły do drugiej wojny światowej ze 111 okrętami podwodnymi w służbie i 73 w budowie. Z jednostek operacyjnych, 7 grudnia 1941 roku, 51 znajdowało się na obszarze Pacyfiku – 29 z nich w składzie bazującej na Filipinach Floty Azjatyckiej oraz 22 przydzielone do Floty Pacyfiku z bazą na Hawajach. W momencie japońskiego ataku na Pearl Harbor, w Naval Base Pearl Harbor znajdowało się pięć okrętów podwodnych, które rozmieszczone były na północny wschód od tzw. rzędu pancerników (battleship row). Inny zaangażowany był w tym czasie w operacje w pobliżu wysp, jeszcze kilka innych znajdowało się w tym czasie na zachodnim wybrzeżu kontynentalnych Stanów Zjednoczonych przechodząc remonty, operacje szkoleniowe lub też znajdując się w trakcie przejścia między Pearl Harbor a Ameryką. Wydany po ataku na amerykańską flotę rozkaz rozpoczęcia nieograniczonej wojny podwodnej oznaczał, że każda jednostka – wojenna bądź transportowa – płynąca pod banderą Japonii powinna zostać zaatakowana. W tym samym dniu rozpoczęły działania również japońska flota podwodna, prowadząc wsparcie operacji morsko-powietrznego zespołu uderzeniowego za pomocą małych okrętów podwodnych typu Ko-hyoteki, które usiłowały wpłynąć do wnętrza bazy, aby spod wody zaatakować amerykańskie okręty. Operacja ta zakończyła się całkowitym niepowodzeniem.

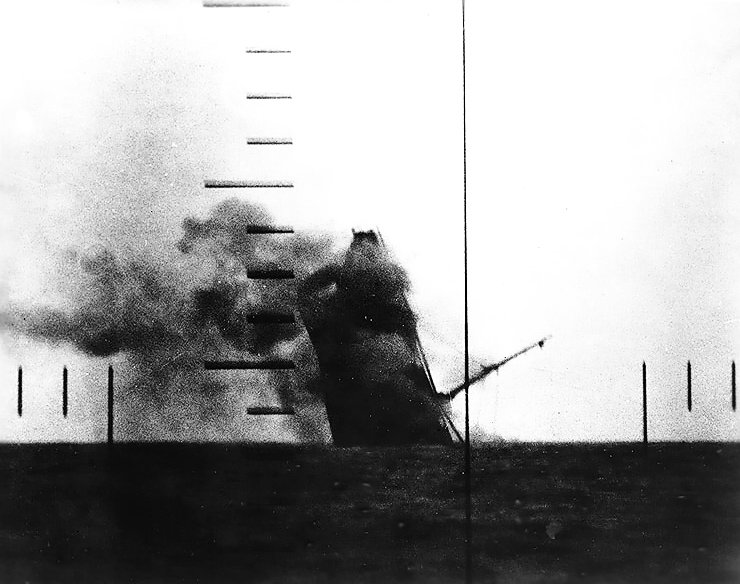
Japoński transportowiec „Nittsu Maru” tonie po storpedowaniu przez USS „Wahoo” 23 marca 1943 roku na Morzu Żółtym. Widok z peryskopu okrętu podwodnego.

Przedwojenne plany amerykańskie zakładały wykorzystanie okrętów podwodnych przede wszystkim do celów rozpoznania przed ciężkimi okrętami floty, w ramach którego miały raportować o ruchach floty przeciwnika i spowalniać ją za pomocą ataków torpedowych. W związku z osadzeniem większości ciężkich okrętów amerykańskiej floty na płytkim dnie Pearl Harbor, rola okrętów podwodnych uległa zmianie. Jednostki amerykańskie miały odtąd zwalczać japońską żeglugę, dążąc do odcięcia wysp japońskich od zaopatrzenia w surowce z podbitych przez Japonię krajów oraz do zadania jak największych strat japońskiej flocie wojennej. Przez niemal dwa lata wojny amerykańska flota podwodna nękana była problemami technicznymi torped, które masowo nie eksplodowały. Amerykańskie okręty podwodne uzbrojone były w tym czasie w relatywnie nowe torpedy Mark 14 oraz Mark 10, które przed rozpoczęciem działań wojennych doskonale sprawdzały się w testach i podczas ćwiczeń z wykorzystaniem atrap głowic bojowych. Z prawdziwymi głowicami bojowymi w rzeczywistej walce jednak zawodziły, dotyczyło to zwłaszcza torped wyposażonych w zapalnik magnetyczny Mark 6 Mod 1. Jeden po drugim, dowódcy okrętów podwodnych meldowali dowództwu, że mimo wystrzelenia nawet kilkunastu torped do jednego celu i często perfekcyjnych trafień, torpedy nie eksplodowały, bądź też często przechodziły zbyt głęboko pod celem. Dowództwo amerykańskiej floty nie dowierzało tym raportom, ufając raczej opiniom odpowiedzialnego za ich przygotowanie Naval Torpedo Station, twierdzącego, że przyczyną braku zatopień są błędy załóg okrętów podwodnych przy wykonywaniu strzałów. Raportów dowódców było jednak zbyt wiele i inżynierowie Naval Torpedo Station musieli w końcu przyjąć do wiadomości, że powodem niedziałania amerykańskich torped są błędy w konstrukcji zapalników. Dowództwo amerykańskiej floty musiało natomiast uznać błędność swojej przedwojennej „oszczędnościowej” polityki przeprowadzania prób za pomocą jedynie atrap głowic bojowych – które nadawały torpedom zupełnie odmienne charakterystyki i nie oddawały realnej sytuacji w walce – a także tajemnicy, jaka aż do rozpoczęcia wojny otaczała zapalniki magnetyczne Mk.6, na skutek której załogi okrętów podwodnych nie tylko nie mogły się zapoznać z nowym rodzajem zapalnika i przećwiczyć korzystania z niego, ale wręcz aż do rozpoczęcia działań wojennych nigdy o nim nie słyszały.
W lipcu 1943 roku USS „Tinosa” typu Gato napotkał doskonały cel: 19 262-tonowy japoński statek wielorybniczy przerobiony na tankowiec „Tonan Maru Nr. 3” – największy japoński statek transportowy. Dowodzący w tym czasie „Tinosą” Randall „Dan” Daspit – późniejszy wiceadmirał – raportował, że zaatakował japoński statek w sumie 15 torpedami, i tylko jedna z nich eksplodowała w pobliżu rufy statku, niszcząc jego śrubę. They were all good, solid hits, and all duds! (To były same dobrze, solidne trafienia i wszystkie do niczego!). Wkrótce jednak błędy w konstrukcji torped zostały naprawione i japońskie okręty oraz statki zaczęły tonąć (sama „Tinosa” zatopiła później 16 statków transportowych). „Pierwsza krew” została przelana przez amerykańskie okręty podwodne już 16 grudnia 1941 roku przez USS „Swordfish”, który u wybrzeży Indochin storpedował i zatopił japoński frachtowiec o ładowności 8662 ton. W połowie 1942 roku marynarka USA zaczęła wprowadzać na pokłady swoich okrętów podwodnych radary przeszukiwania powierzchni morza, które były w stanie wykryć jednostki wroga w nocy i we mgle, zapewniając automatycznie pełny zestaw danych dla pokładowego komputera kontroli ognia (Torpedo Data Computer – TDC), co zapewniało możliwość przeprowadzenia ataku przeciwko jednostkom nieznajdującym się w zasięgu widoczności. Krótko potem US Navy wprowadziła na okrętach podwodnych radary przeszukiwania przestrzeni powietrznej wraz z urządzeniami ostrzegającymi o emisji elektromagnetycznej wrogiego radaru, co zwiększyć miało szansę odpowiednio wczesnego wykrycia wrogich samolotów, aby okręt podwodny był w stanie ukryć się przed nim poprzez zanurzenie. W międzyczasie, 26 stycznia 1942 roku, USS „Gudgeon” otrzymał od dowódcy sił podwodnych obszaru Pacyfiku (Commander Submarine Pacific Fleet – ComsSubPac) wiadomość o japońskim okręcie podwodnym, który wkrótce powinien przeciąć trasę amerykańskiego okrętu, wracając z patrolu do bazy w Japonii. Już następnego ranka operator sonaru „Gudgeona” wykrył okręt przeciwnika, poruszający się na powierzchni z prędkością ok. 15 węzłów. Dowódca jednostki wydał rozkaz odpalenia 3 torped w kierunku okrętu Cesarstwa, topiąc w ten sposób 1785-tonowy I-173. Był to pierwszy w historii okręt wojenny zatopiony przez amerykańskie okręty podwodne. W miarę upływu wojny, mimo ponoszonych strat, liczba amerykańskich okrętów podwodnych zaczęła wzrastać, co umożliwiło zmianę taktyki i przyjęcie wzorowanej na niemieckiej taktyki „wilczych stad”, w których kilka okrętów podwodnych operowało razem w jednym rejonie prawdopodobnego przejścia japońskich jednostek, koordynując swoje ataki w celu zwiększenia ich efektywności.

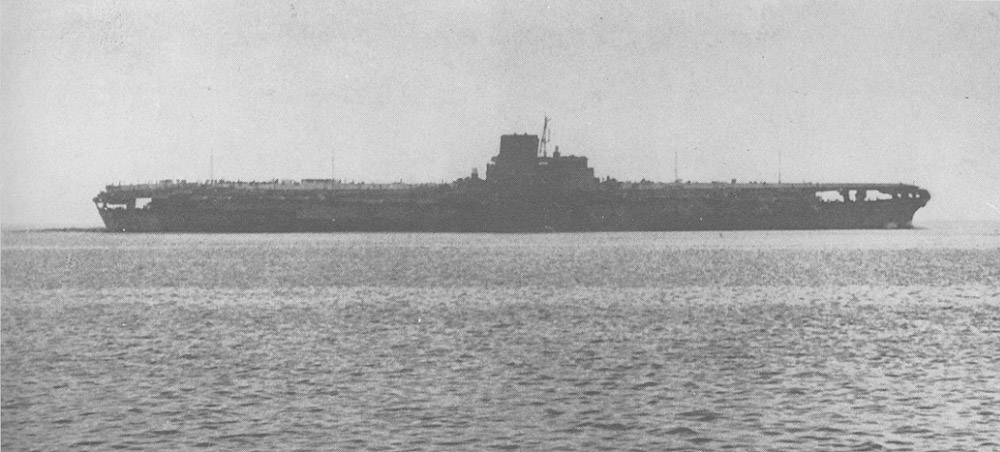
Lotniskowiec „Shinano” w czasie testów, krótko przed storpedowaniem przez USS „Archerfish”

Ogółem, mimo prawie dwuletnich problemów z funkcjonowaniem torped, amerykańska flota podwodna osiągnęła znakomite rezultaty działań, zatapiając 55% całkowitego japońskiego tonażu statków transportowych oraz 29% okrętów wojennych, które Japonia utraciła w ciągu wojny, co jest znakomitym rezultatem, biorąc pod uwagę, że liczba marynarzy pływających na amerykańskich okrętach podwodnych stanowiła zaledwie 1,6% składu osobowego całej US Navy. Japonia zaatakowała Stany Zjednoczone głównie w celu odsunięcia amerykańskiej floty od japońskich działań zmierzających do uzyskania dostępu do surowców naturalnych w Chinach i południowo-wschodniej Azji – w wyniku działań amerykańskich okrętów podwodnych utraciła 1178 statków transportowych o łącznym tonażu ponad 5 mln BRT, co znacząco wpłynęło na zdolność japońskiej gospodarki, uzależnionej od dostaw surowców, do prowadzenia wojny. Straty te w rzeczywistości uniemożliwiły Japonii efektywne prowadzenie wojny. Dodatkowo, te same amerykańskie okręty podwodne zatopiły 214 okrętów wojennych Japonii, w tym: jeden pancernik, cztery wielkie lotniskowce oraz cztery lotniskowce eskortowe, 12 krążowników, 42 niszczyciele i 23 okręty podwodne. Trzy japońskie okręty podwodne zostały zatopione przez USS „Batfish”, w czterodniowym okresie. Również w ciągu czterech dni inny amerykański okręt podwodny USS „Harder” zatopił 3 niszczyciele. „Sealion” zatopił pancernik „Kongō” i niszczyciel w pojedynczym ataku, a USS „Archerfish” posłał na dno największy – aż do czasu powojennych amerykańskich atomowych super-lotniskowców – okręt świata, japoński lotniskowiec „Shinano” o wyporności 62 000 ton, który akurat znajdował się w swoim dziewiczym rejsie, 10 dni po wcieleniu do służby. Działania amerykańskich jednostek w wojnie podwodnej na Pacyfiku były jedną z podwalin amerykańskiego sukcesu w wojnie z Japonią, jednakże sukces ten został okupiony stratą 52 okrętów podwodnych, 375 oficerów i 3131 marynarzy, co stanowiło 22% składu osobowego floty podwodnej. Straty osobowe amerykańskiej floty podwodnej, stanowiły najwyższy wskaźnik strat spośród wszystkich gałęzi amerykańskich sił zbrojnych.

#### Najskuteczniejsi dowódcy i okręty podwodne
|                  | Okręt                                      | Patrole | Zatopienia zgłoszone liczba / tonaż | Zatopienia uznane liczba / tonaż |
| ---------------- | ------------------------------------------ | ------- | ----------------------------------- | -------------------------------- |
| Richard O’Kane   | USS Tang (SS-306)                          | 5       | 31 / 227 800                        | 24 / 93 824                      |
| Slade Cutter     | USS Seahorse (SS-304)                      | 3       | 21 / 142 300                        | 19 / 72 000                      |
| Dudley Morton    | USS Wahoo (SS-238)                         | 5       | 17 / 100 500                        | 19 / 55 000                      |
| Eugene Fluckey   | USS Barb (SS-220)                          | 5       | 21 / 179 700                        | 16 / 95 360                      |
| Samuel Dealey    | USS Harder (SS-257)                        | 6       | 20 / 82 500                         | 16 / 54 002                      |
| Rueben Whitaker  | USS Flasher (SS-249)                       | 4       | 18 / 111 500                        | 14 / 60 846                      |
| Gordon Underwood | USS Spadefish (SS-411)                     | 3       | 14 / 89 600                         | 14 / 75 386                      |
| Royce Gross      | USS Seawolf (SS-197) USS Boarfish (SS-327) | 7       | 13 / 80 500                         | 14 / 65 735                      |
| Charles Triebel  | USS Snook (SS-279)                         | 5       | 13 / 83 300                         | 14 / 58 837                      |
| John Coye        | USS Silversides (SS-236)                   | 3       | 14 / 71 700                         | 14 / 39 000                      |

### Zimna wojna

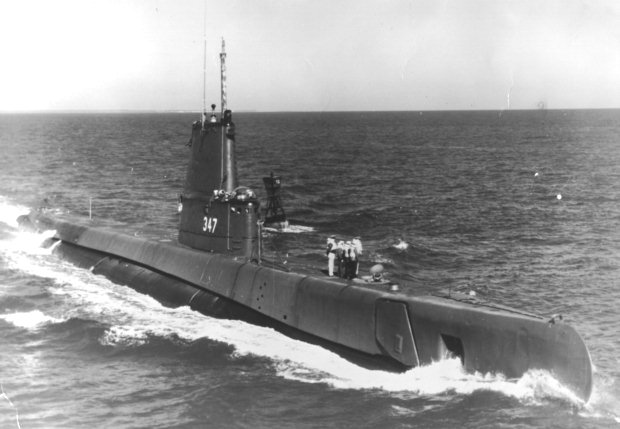
USS „Cubera” po modernizacji GUPPY II

Powojenny okres zimnej wojny naznaczony był wyścigiem technologicznym dwóch wielkich mocarstw, a rozwój technologiczny i zimnowojenna rywalizacja okrętów podwodnych, stanowiły jedna z osi wyścigu zbrojeń. Po drugiej wojnie światowej Związek Radziecki kontynuował rozpoczęty jeszcze przed jej wybuchem, zakrojony na szeroka skalę, program budowy okrętów podwodnych. Program ten został w dużej mierze zahamowany przez niemiecką ofensywę i okupację znacznej części radzieckiego terytorium, łącznie z Ukrainą, na którym znajdował się trzon radzieckiego przemysłu stoczniowego. Tak szybko, jak to było możliwe, ZSRR wznowił program wykorzystując – podobnie jak Stany Zjednoczone – doświadczenia i wiedzę pozyskaną dzięki zdobyczom intelektualnym w Niemczech. O ile, po przebadaniu zdobytych niemieckich okrętów podwodnych specjaliści amerykańscy doznali pewnego rozczarowania typem XXI, o tyle konstruktorzy radzieccy postanowili kontynuować tę linię rozwojową. US Navy przypuszczała, że ZSRR rozpoczął masową produkcję odpowiednika typu XXI, a w 1948 roku jeden z sowieckich admirałów ogłosił zamiar budowy 1200 okrętów podwodnych. W 1950 roku w stanowiącym studium bezpieczeństwa transportu międzynarodowego w przyszłej wojnie „Raporcie Hartwella” oceniano, że ZSRR będzie budował około stu okrętów podwodnych rocznie, a także − podobnie jak Stany Zjednoczone − rozwijał broń nuklearną do ataku na okręty i bazy morskie. Inne dane wywiadowcze z tego okresu sugerowały, że masowej produkcji jeszcze w Związku Radzieckim nie rozpoczęto, co jednak było interpretowane jako oczekiwanie w tym kraju na opanowanie lepszych od typu XXI technologii okrętów typu XXVI. W rzeczywistości sowiecki odpowiednik typu XXI − prototyp okrętu projektu 613 (kod NATO: Whiskey) pojawił się w 1949 roku, trzy lata później natomiast do służby zaczęły wchodzić okręty projektu 611 (NATO: Zulu) o większym zasięgu. Według oficjalnych amerykańskich szacunków z 1954 roku Związek Radziecki miał 345 okrętów, z czego jednak tylko 47 stanowiących ekwiwalent amerykańskich okrętów standardu GUPPY (Whiskey i Zulu) i 83 konwencjonalnych okrętów podwodnych (dziewięć z chrapami). Od tego momentu tempo radzieckiej produkcji rosło, nigdy jednak nie osiągnęło przewidywanej stopy produkcji stu i więcej jednostek rocznie. W 1956 roku Stany Zjednoczone szacowały, że ZSRR wybudował 160 okrętów podwodnych, jednakże jedynie 76 jednostek ukończono w tym szczytowym dla tempa produkcji roku. Po zamówieniu 236 okrętów typu Whiskey Nikita Chruszczow drastycznie obciął program, kontynuując budowę jedynie następców jednostek Zulu − okrętów dalekiego zasięgu projektu 641 (NATO: Foxtrot), o czym jednak nie wiedziano na Zachodzie. Do tego momentu radziecki program konstrukcji okrętów myśliwskich z napędem atomowym był już w zaawansowanym stadium, co mogło stanowić prawdziwe zagrożenie.

#### Rewolucja „Albacore”
Projektanci okrętów III Rzeszy dumni byli z możliwości testowania zaawansowanych kadłubów okrętów podwodnych w tunelu aerodynamicznym, wkrótce po wojnie Amerykanie stwierdzili jednak, że wiedza niemieckich inżynierów i konstruktorów na temat hydrodynamiki okrętów tej klasy była w najlepszym wypadku powierzchowna. Kształt kadłuba niemieckich szybkich okrętów zdeterminowany był przez wewnętrzny układ „ósemki” w celu pomieszczenia w dolnej części zapasu nadtlenku wodoru (perhydrolu), skutkiem czego był znacznie bardziej głęboki niż szeroki, w istocie był jedynie racjonalizacją, a nie optymalizacją. Na dodatek Niemcy natknęli się na problem niestabilności okrętu przy wysokich prędkościach podwodnych, z którym do końca wojny nie byli w stanie sobie poradzić. Bez rozwiązania tego problemu, bez względu na zastosowany układ napędowy, nie jest możliwe zbudowanie dającego się operacyjnie wykorzystać szybkiego okrętu. Aby zaradzić wszystkim problemom związanym z potrzebą zapewnienia amerykańskiej marynarce wojennej okrętów zdolnych rozwijać pod wodą bardzo duże prędkości, US Navy podjęła szereg zakrojonych na szeroką skalę programów rozwojowych w różnych dziedzinach nauki i inżynierii.

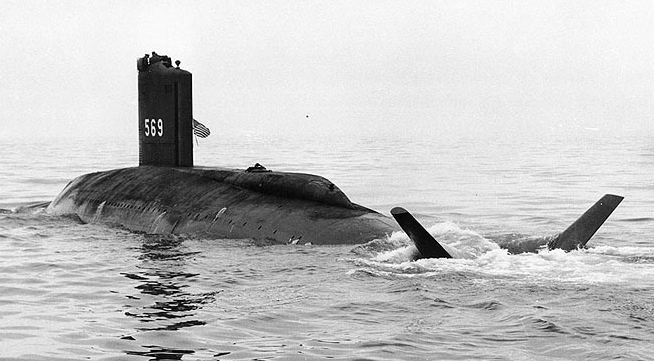
USS „Albacore”, tu z przebudowaną rufą w celu przeprowadzenia doświadczeń z eksperymentalnym usterzeniem ogonowym w kształcie litery „X”

W ramach serii programów GUPPY (Greater Underwater Propulsion Power Program) rozważano napęd za pomocą różnych rodzajów siłowni, w tym systemu Waltera z wewnętrzną komorą cyklu kondensacji (Alton), zewnętrznej komory cyklu kondensacji (Elis), turbiny gazowej w cyklu pół zamkniętym (Gentry i Wolverine), turbiny gazowej i silnika Diesla w obiegu zamkniętym (Gumbo). Równolegle od kilku już lat trwał program konstrukcji i budowy napędowego reaktora nuklearnego (Genie). Amerykańskie badania dowiodły, że nie jest możliwe wybudowanie okrętów rozwijających naprawdę duże prędkości podwodne bez rozwiązania wielu problemów związanych z hydrodynamiką kadłuba. Postanowiono więc przeprowadzić serię empirycznych badań na prawdziwej jednostce pływającej zbudowanej w naturalnej skali. Służyć temu miał program badawczy przeprowadzony na specjalnie w tym celu zbudowanej eksperymentalnej jednostce morskiej USS „Albacore”, w którym po raz pierwszy w historii zastosowano niemal całkowicie opływowy kadłub przypominający kształt kropli, zoptymalizowany nie do pływania na powierzchni morza – jak kadłuby dotychczas budowanych okrętów – lecz do pływania podwodnego. Po zwodowaniu okrętu w 1953 roku rozpoczęto serie intensywnych badań, połączonych z wielokrotną przebudową jednostki w celu dostosowania jej do różnorodnych konfiguracji pionowych i poziomych sterów, kiosku, i innych części kadłuba, które poddawano następnie wszechstronnym badaniom. W okręcie całkowicie zrezygnowano z wszelkich wystających z kadłuba elementów, typu: relingi, poręcze, drabinki, etc., zaślepiono też i wygładzono wszelkie otwory w kadłubie, co miało służyć minimalizacji turbulencji i oporów przepływającej wokół kadłuba wody.
"Albacore” był okrętem całkowicie rewolucyjnym: kadłub miał zoptymalizowany do prowadzenia operacji podwodnych kształt, pojedynczą śrubę oraz baterie elektryczne o bardzo dużej pojemności, pozwalające na osiąganie bardzo dużej prędkości podwodnej (aczkolwiek krótkotrwałej). Okręt z nową formą kadłuba zademonstrował znakomitą manewrowość, kolejne badania doprowadziły do szeregu usprawnień w zakresie systemów kontroli okrętu, czyniąc okręt bardziej podobnym do samolotu niż jednostki pływającej w dotychczasowym rozumieniu. „Albacore” wielokrotnie podlegał przebudowom, zwłaszcza w części rufowej, która otrzymała całkowicie nowatorski, eksperymentalny rodzaj usterzenia w kształcie litery „X”. Przetestowano także kilka różnych typów śrub napędowych i sterów, różne kształty kiosku, hamulce hydrodynamiczne oraz nowy rodzaj sonaru. Zastosowane rozwiązanie kształtu kadłuba, uczyniło okręt znacznie bardziej dynamicznie stabilnym w każdym zakresie prędkości, ułatwiło zanurzanie oraz znacznie też zwiększyło manewrowość względem okrętów o konwencjonalnym dotychczas kształcie. Dla porównania: powszechnie wcześniej stosowane na świecie okręty podwodne z płaskim pokładem były zazwyczaj niestabilne już powyżej prędkości 8 węzłów. Ich płaski pokład bowiem działał jak niezamierzona powierzchnia sterowa. Dzięki okrągłemu przekrojowi kadłuba, „Albacore” był w dużej mierze pozbawiony tego problemu, co pozwoliło konstruktorom skupić się na innych zagadnieniach, jak sztywność w ruchu pionowym – w celu określenia optymalnego zachowania np. w razie potrzeby uniknięcia ataku. Analizowano m.in. czy dla tego typu sytuacji należy umożliwić jednostce zupełnie swobodne manewry, czy też raczej zabezpieczać ją przed niekontrolowanym zwiększaniem zanurzenia. Temu celowi służyć miała instalacja, a następnie testy hamulców zanurzania. Wyniki prac badawczych były na tyle obiecujące, że dużą część ich rezultatów natychmiast zastosowano w nowo budowanych jednostkach – jednak nie wszystkie. Dla ówczesnego dowództwa marynarki amerykańskiej część nowych koncepcji była zbyt radykalna, inne zaś dowództwo uważało za w niewystarczającym jeszcze stopniu dojrzałe technologicznie. Nie zdecydowano się na zastosowanie w okrętach operacyjnych m.in. systemu zraszania kadłuba roztworem polimerów w celu zmniejszenia oporów opływającej okręt wody, czy też usterzenia ogonowego w konfiguracji „X”. Opracowany jednak w programie badawczym „Albacore”, hydrodynamicznie zoptymalizowany kadłub w kształcie łzy, stał się standardem stosowanym – w mniej lub bardziej zbliżonej formie – nie tylko w marynarce amerykańskiej, lecz wkrótce także we wszystkich flotach świata. W tym samym czasie na ukończeniu były już prace nad budową pierwszego na świecie okrętu podwodnego z napędem jądrowym.

#### Era atomowa

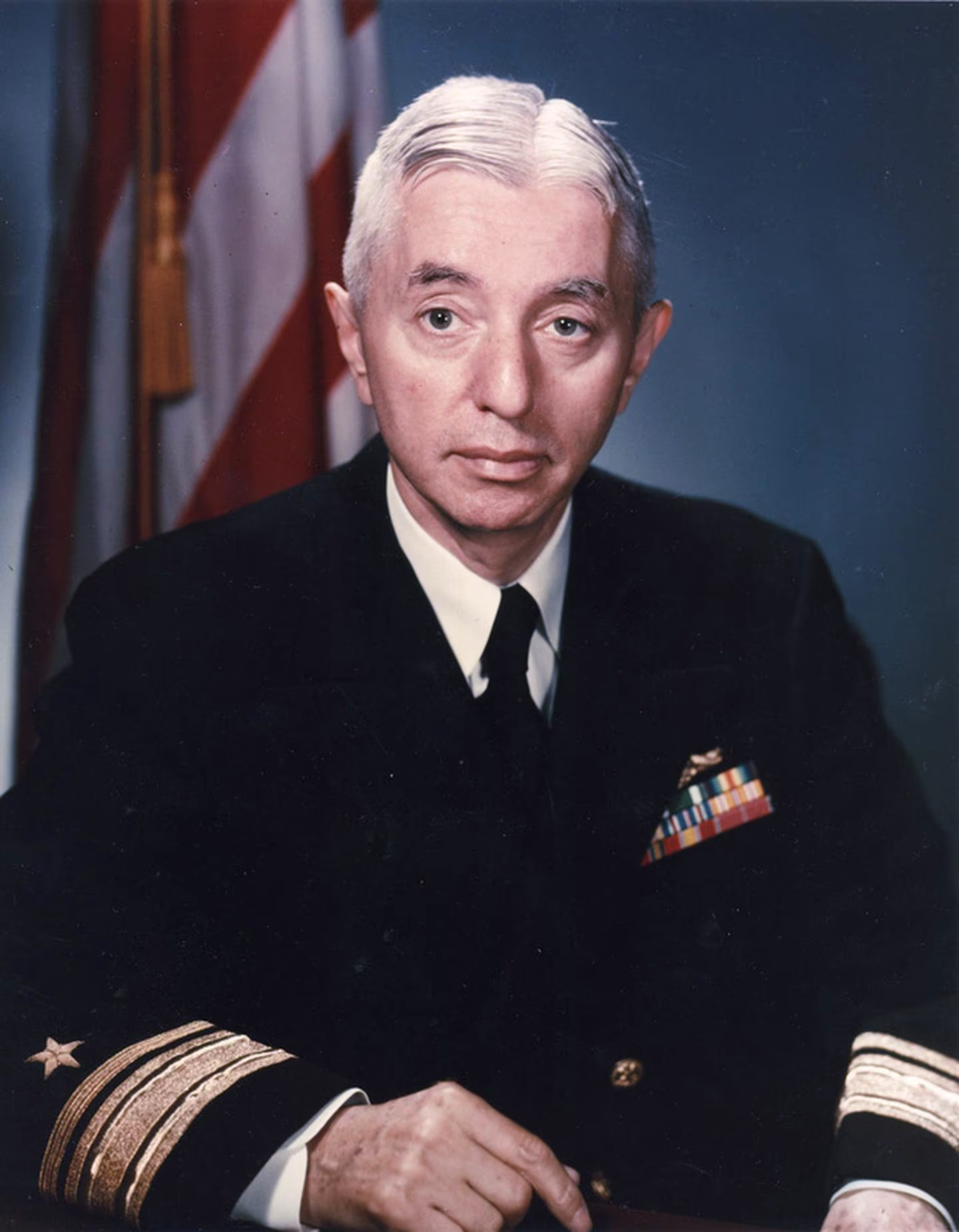
Admirał Hyman Rickover w 1955 roku

Początki amerykańskiego programu napędu jądrowego sięgają roku 1939, kiedy jeden z wiodących amerykańskich fizyków dr George Pegram z Uniwersytetu Columbia zwrócił się do adm. Harolda G. Bowena, szefa Biura Inżynieryjnego Pary marynarki wojennej Stanów Zjednoczonych, kontrolującego laboratorium badawcze Naval Research Laboratory (NRL), z prośbą o spotkanie z naukowcami marynarki w celu przedyskutowania możliwości praktycznego wykorzystania fuzji uranowej. Skutkiem tego spotkania było powstanie pierwszych planów budowy napędu nuklearnego dla okrętów United States Navy. Wybuch drugiej wojny światowej, a zwłaszcza uruchomienie zmierzającego do opracowania bomby atomowej programu Manhattan Engineering District, znanego pod kryptonimem „projekt Manhattan”, na kilka lat zatrzymał program badawczy nad wykorzystaniem energii jądrowej do celów niedestrukcyjnych, jednak już pod koniec wojny marynarka amerykańska wydzieliła do projektu Manhattan kilku naukowców i inżynierów, których zadaniem miała być praca nad napędem jądrowym. Jedną z pięciu przydzielonych przez marynarkę do programu nuklearnego osób był urodzony w Makowie Mazowieckim inżynier Hyman Rickover, który wkrótce objął pod swoje kierownictwo całość amerykańskiego programu napędu jądrowego i kierując nim przez 4 dziesięciolecia faktycznie kierował całym rozwojem amerykańskiej floty podwodnej – stąd też zwany jest dzisiaj „ojcem marynarki atomowej”. Kierowany przez Rickovera departament reaktorów napędowych amerykańskiego Biura Okrętów (Naval Reactors Branch of Bureau of Ships) opracował m.in. reaktor jądrowy S2W, który zainstalowano w zwodowanym w 1954 roku pierwszym okręcie z tego rodzaju napędem USS „Nautilus”.

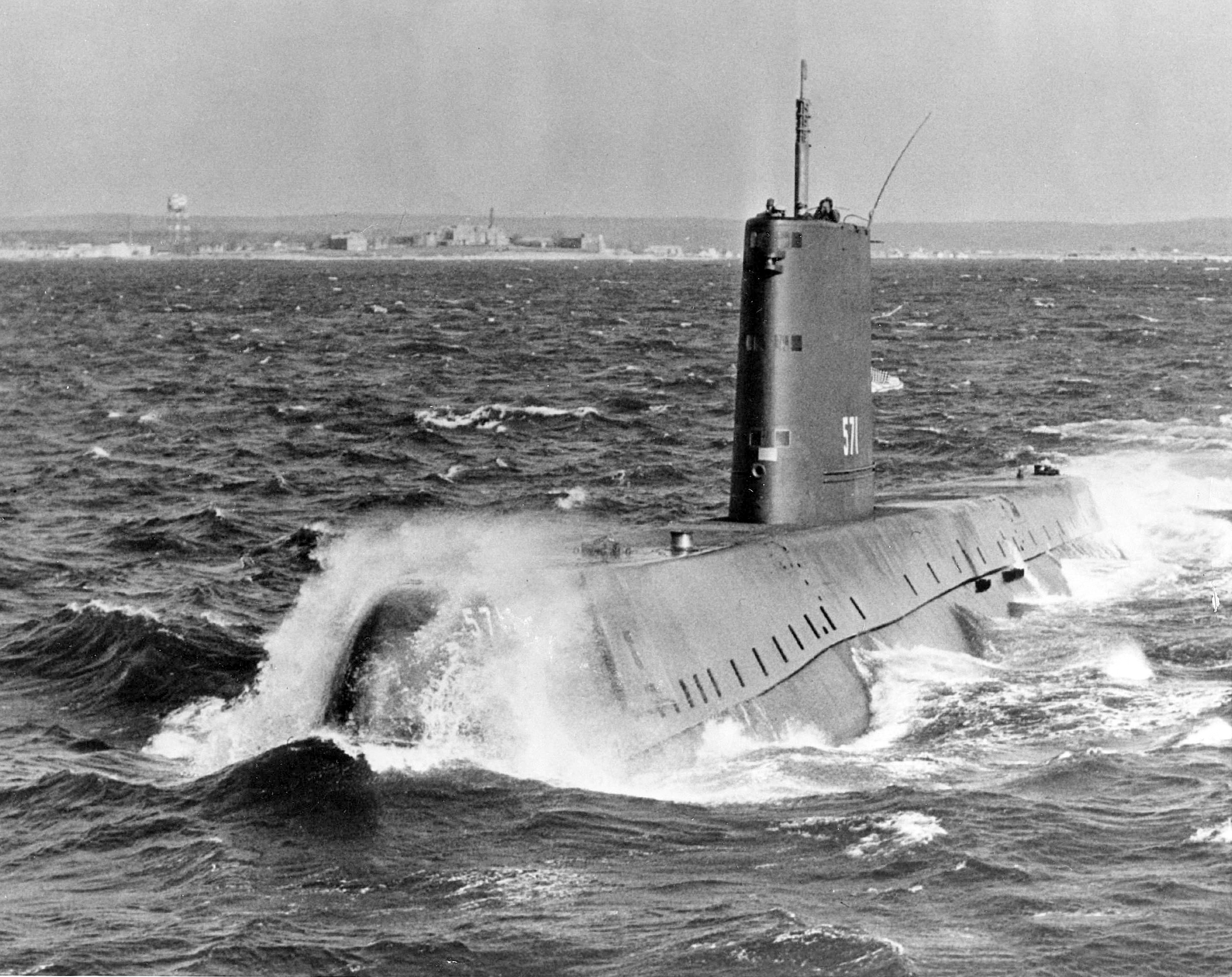
USS „Nautilus” podczas testów morskich

30 grudnia 1954 roku została po raz pierwszy uruchomiona nuklearna siłownia okrętu, a 17 stycznia 1955 roku okręt odpłynął od nabrzeża. Mimo wystąpienia drobnych problemów, które zostały szybko usunięte, okręt płynął w dół rzeki Thames pod dowództwem kmdr. Eugene’a P. Wilkinsona, który lampą sygnałową nadał historyczny sygnał: „Underway on nuclear power” (w drodze na energii nuklearnej).
3 sierpnia 1958 roku „Nautilus” jako pierwszy okręt przepłynął pod biegunem północnym, a testy okrętu oraz przeprowadzone z jego udziałem gry wojenne szybko dowiodły ogromnej przewagi okrętów z napędem jądrowym nad jednostkami z napędem klasycznym. Przeprowadzone zarówno przez marynarkę amerykańską jak i brytyjską ćwiczenia w zwalczaniu okrętów podwodnych z udziałem „Nautilusa” ujawniły, że wprawione w zwalczaniu okrętów podwodnych siły anglo-amerykańskie są bezradne wobec jednostek tak szybkich pod wodą. Tylko podczas ćwiczeń „Strikeback” w 1957 roku „Nautilus” „zatopił” 16 biorących udział w ćwiczeniach jednostek nawodnych. Paradoksalnie, stało się to powodem dużego zaniepokojenia dowództw marynarki amerykańskiej, które zdawały sobie sprawę z faktu, że Związek Radziecki kończy już prace nad własnym okrętem podwodnym z napędem jądrowym. Marynarka amerykańska świadoma była faktu, że gospodarka kraju w warunkach pokojowych nie jest w stanie dorównać pracującej w trybie wojennym gospodarce radzieckiej w tempie budowy okrętów podwodnych, a amerykańska flota może wkrótce stanąć w obliczu wyposażonej w wielką liczbę okrętów o takim napędzie radzieckiej marynarki wojennej.
Stany Zjednoczone stały na stanowisku, że ZSRR jest w stanie budować okręty podwodne w tempie, jakie jest niemożliwe do osiągnięcia w USA. Uznano, że jedyną możliwą drogą do zapewnienia amerykańskim siłom podwodnym możliwości przeciwstawienia się flocie Związku Radzieckiego jest zachowanie amerykańskiej przewagi technologicznej, która pozwoli na zrównoważenie radzieckiej przewagi liczebnej. Środkiem ku temu miało być opracowanie bardzo szybkich w zanurzeniu okrętów, przy jednoczesnym zapewnieniu im bardzo dużej zdolności wykrywania i śledzenia okrętów przeciwnika. W 1959 roku wszedł do służby pierwszy okręt całkowicie nowego typu, łączący w sobie kroplowy kadłub typu Albacore z napędem jądrowym. Osiągające pod wodą prędkość 33 węzłów jednostki typu Skipjack były wówczas najszybszymi okrętami podwodnymi na świecie, okazały się jednakże zbyt hałaśliwe jak na wymagania US Navy, toteż już po wybudowaniu 6 jednostek tego typu, amerykańska marynarka wojenna zmieniała plany i pierwotnie siódmy okręt tego typu został znacznie przeprojektowany. W efekcie zmian projektowych powstał całkowicie nowy typ okrętu, od nazwy pierwszej jednostki USS „Thresher” określany mianem typu Thresher. Były to pierwsze okręty, które de facto stanowiły jedynie dodatek do swojego sonaru, „wokół którego zostały zbudowane”. Zastosowanie przy konstrukcji jego kadłuba sztywnego wytrzymałej stali HY-80 pozwoliło na konstrukcyjne zwiększenie testowej głębokości zanurzenia tych jednostek do 400 metrów, dodatkowe wyposażenie tych okrętów i ich znacznie lepsze wyciszenie sprawiło, że okręty typu Thresher były nieznacznie wolniejsze od jednostek Skipjack.

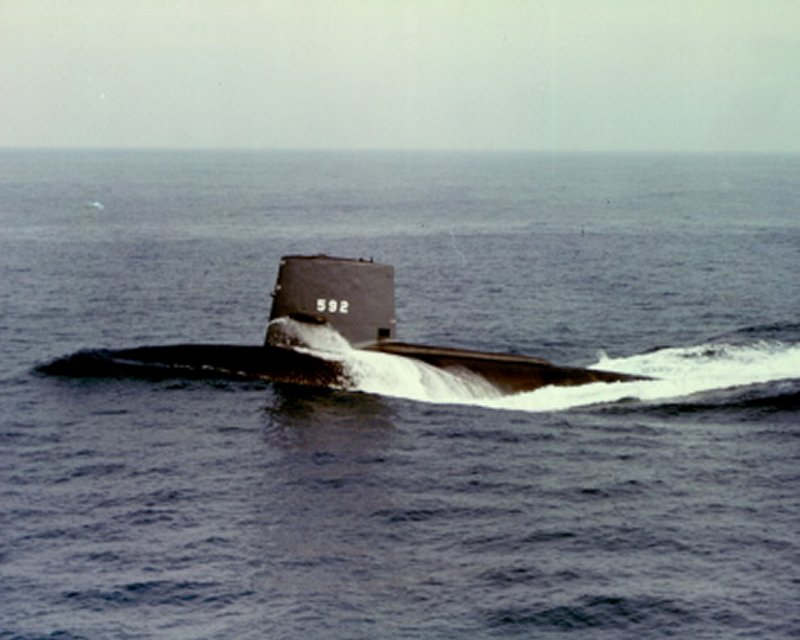
USS „Snook” typu Skipjack

W lutym 1968 roku znajdujący się w drodze do Wietnamu amerykański lotniskowiec USS „Enterprise” został przechwycony przez sowiecką jednostkę typu November (proj. 627A). November, choć nieco wolniejszy od lotniskowca, okazał się zdolny do przeprowadzenia radzieckich procedur przechwycenia w oparciu o dane z systemu obserwacji oceanicznej. Incydent z „Enterprise” pokazał, że radzieckie okręty są szybsze niż przypuszczano, w związku z tym uzasadnione było przypuszczenie, że nowe jednostki projektu 671 (NATO: Victor) i 670 (NATO: Charlie) będą jeszcze szybsze – nawet niż amerykańskie okręty Sturgeon i Thresher. Pojawiły się opinie, że ZSRR zdolny jest do budowy 20 takich jednostek rocznie. Remedium w tej sytuacji jawiło się opracowanie nowego, bardzo szybkiego okrętu podwodnego, który byłby w stanie podjąć walkę z szybkimi radzieckimi okrętami, a także wejść w skład eskorty amerykańskich lotniskowców. 6 kwietnia 1974 roku, w należącej do Northropa Grummana stoczni Newport News zwodowano pierwszy okręt nowego typu – Los Angeles, USS „Los Angeles”. Był to duży okręt, o wyporności podwodnej 6927 ton i z wprowadzonym po raz pierwszy od 1959 roku zupełnie nowym reaktorem S6G. „Los Angeles” był pierwszym amerykańskim okrętem od czasów jednostek typu Skate, w których zastosowano inny niż bardzo udany reaktor S5W, który służył w amerykańskiej flocie bezawaryjnie przez niemal 20 lat na około 100 okrętach.

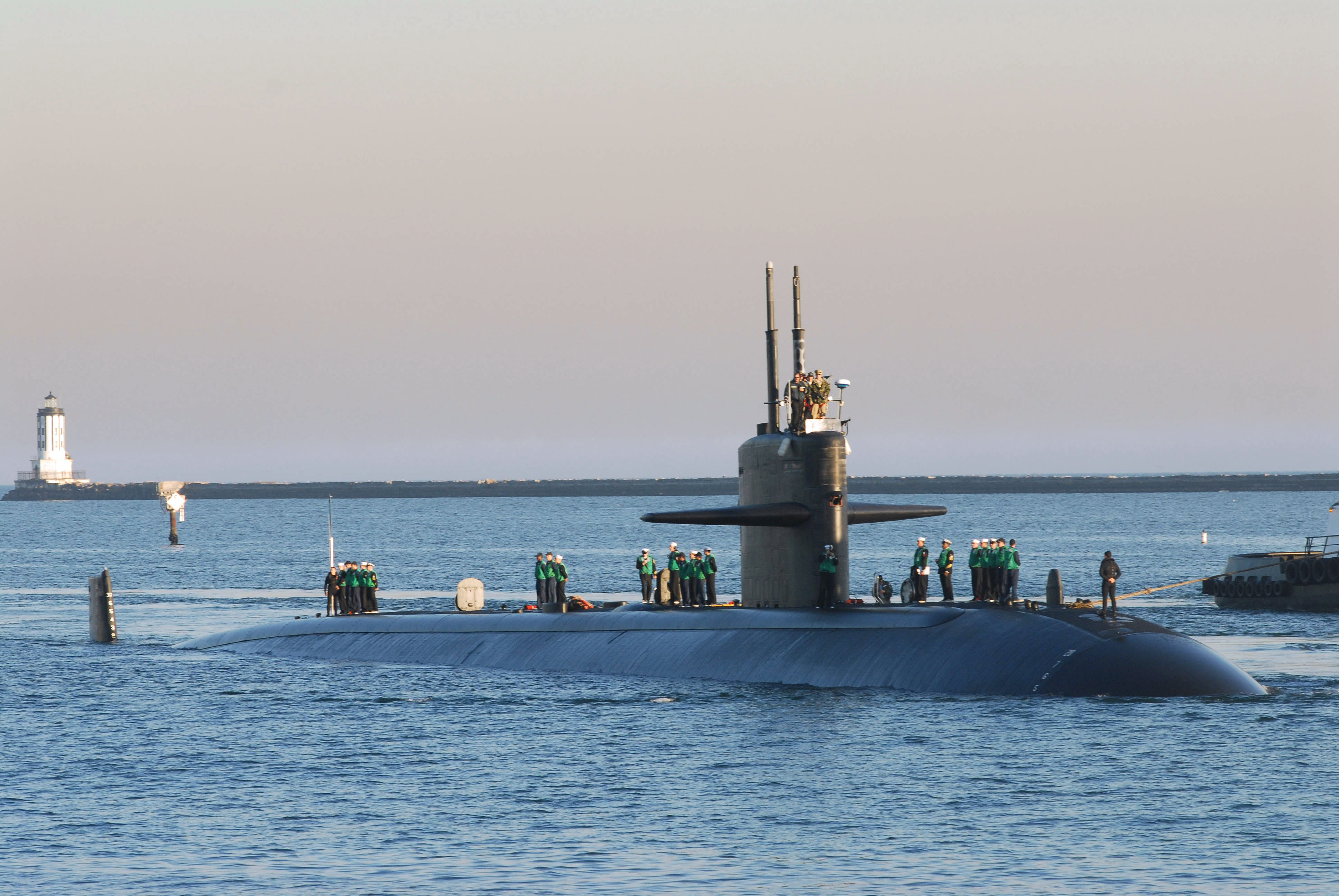
USS „Los Angeles”

W trakcie zimnej wojny marynarka wojenna Stanów Zjednoczonych utraciła przewagę nad flotą Związku Radzieckiego w zakresie prędkości oraz dopuszczalnej głębokości zanurzenia okrętów podwodnych. Przez cały jednak czas priorytetem US Navy były jak najlepsze parametry stealth, stopień wyciszenia jednostek w szczególności, a prymatu w tej dziedzinie nigdy nie utraciła. Dowództwo US Navy wychodziło z założenia, iż torpeda zawsze wyprzedzi okręt podwodny, zawsze też będzie w stanie zejść w ataku głębiej niż jej cel, nie będzie jednak w stanie zniszczyć go, jeśli nie będzie w stanie go zlokalizować bądź śledzić. Mniejszy poziom szumów własnych okrętu daje podwójną korzyść – okręt jest trudniejszy do wykrycia, a własne sensory akustyczne są bardziej wrażliwe na szumy okrętów przeciwnika. Zgodnie z dotychczasową praktyką szczególny nacisk w programie badawczo rozwojowym oraz projektowym okrętów typu Los Angeles, położono więc na zapewnienie im jak najmniejszego poziomu emitowanego do otoczenia dźwięku. Ostateczny rezultat osiągnięto dzięki najbardziej zaawansowanym w tamtych czasach technologiach izolowania wibracji, wygłuszania kadłuba itp., sukcesywnie też unowocześnianym w czasie służby już wybudowanych okrętów. W efekcie osiągnięto wyciszenie konstrukcyjnie znacznie przewyższające analogiczne konstrukcje radzieckie tamtego czasu. W połączeniu ze znacznie wyższą w Stanach Zjednoczonych jakością wykonania poszczególnych elementów jednostek, osiągnięte rezultaty w zakresie wyciszenia wyprzedzały poziom akustycznego stealth ówczesnych okrętów radzieckich o 5 do 10 lat rozwoju. Sytuacji tej nie zmieniło nawet wprowadzenie przez ZSRR do służby następców jednostek Alfa – pierwszych okrętów projektu 971 (Kod NATO: Akuła), ani nawet produkowanych około roku 1990 – okrętów ulepszonego projektu 671RTM (NATO: Improved Victor III).
Z biegiem lat w amerykańskiej marynarce wojennej zaczęły podnosić się głosy twierdzące o pewnym skostnieniu następcy Biura Okrętów, czyli Dowództwa Systemów Morskich US Navy (Naval Sea Systems Command), jego zbytnim konserwatyzmie i niewystarczającej innowacyjności. Na dodatek, na początku lat 80. XX wieku władzę w Stanach Zjednoczonych objął Ronald Reagan, który zmienił dotychczasową pasywną strategię uniemożliwiania flocie radzieckiej swobodnego operowania na obszarach Atlantyku i Pacyfiku, na bardziej agresywne podejście w postaci gotowości do ataku na radzieckie jednostki w samym sercu jej obszaru operacyjnego, tj. na wodach radzieckich; zwłaszcza w tzw. bastionach – wyznaczonych i szczególnie bronionych obszarach operowania strategicznych radzieckich okrętów podwodnych przenoszących pociski balistyczne z głowicami jądrowymi, w pobliżu brzegów ZSRR. Po raz pierwszy wówczas w Stanach Zjednoczonych podjęto próbę opracowania konstrukcji nowego okrętu, którego specyfikacja została ustalona na podstawie wyników przeprowadzonych gier wojennych, nie zaś jak do tej pory przeprowadzano gry wojenne z uwzględnieniem możliwości posiadanych okrętów. Na ich podstawie opracowano projekt okrętu zdolnego do długotrwałego przebywania w wodach bezpośrednio okalających Związek Radziecki, wyposażonego też w bardzo dużą liczbę jednostek broni, co zapewniało mu dużą niezależność od zaopatrzenia w bazie, wystarczająco cichego, aby uniknąć wykrycia swojej obecności w tych wodach oraz dysponującego możliwością wykonywania uderzeń na morskie cele podwodne przeciwnika spoza zasięgu jego broni. Trwające przez kilkanaście lat prace nad okrętem o takiej charakterystyce, doprowadziły w końcu do powstania okrętów typu Seawolf – najdroższych jednostek podwodnych świata, których łączny koszt programu badawczego i produkcji ustępował jedynie kosztowi budowy super-lotniskowców typu Nimitz. Za taką cenę otrzymano jednak okręt o niezwykłej w latach 90. charakterystyce akustycznej, który przy prędkości 20 węzłów generował mniejszy hałas niż okręty typu Los Angeles stojąc przy nabrzeżu, zaś wysokość jego prędkości taktycznej przekracza 25 węzłów. Po raz pierwszy w amerykańskiej marynarce wykorzystano w tym celu pędnik wodnoodrzutowy zamiast tradycyjnej śruby okrętowej oraz nową siłownię z zaawansowanym reaktorem S6W wykorzystującym naturalną cyrkulację chłodziwa (bez użycia hałaśliwej pompy cieczy chłodzącej rdzeń reaktora).
Specjalnie dla okrętów tego typu opracowywano też nowy odpalany z wyrzutni torpedowej pocisk przeciwpodwodny wyposażony w startowy silnik rakietowy oraz głowicę jądrową o mocy 200 kT UUM-125 Sea Lance, służący do niszczenia zanurzonych okrętów podwodnych (zwłaszcza strategicznych) na dystansie do 185 kilometrów od punktu startu. Okręt prototypowy tego typu USS „Seawolf” przyjęto do służby 19 lipca 1997 roku, ostatecznie jednak z powodu zakończenia zimnej wojny, planowany początkowo na 30 jednostek program anulowano po wyprodukowaniu zaledwie trzech okrętów tego typu.
Pracujący dla ZSRR w latach 1968–1985 oficer marynarki USA John Walker, wśród wielu informacji o krytycznym znaczeniu dla US Navy, ujawnił wywiadowi radzieckiemu na jak szeroką skalę dowództwo amerykańskiej floty było w stanie śledzić radzieckie okręty podwodne na obszarach Atlantyku i Pacyfiku, zarówno za pomocą systemu obserwacji oceanicznej SOSUS jak i sonarów okrętów podwodnych. Uświadomiło to radzieckiemu dowództwu, jak istotne znaczenie ma wyciszenie.

#### Strategiczne okręty rakietowe
Począwszy od października 1945 roku Wielka Brytania, USA oraz ZSRR rozpoczęły serię testów na zdobytych lub skompletowanych pociskach V-2, 6 września 1947 roku, „amerykański” V-2 został wystrzelony z pokładu lotniczego lotniskowca USS „Midway” (CV-41), co uznawane jest za pierwszy start pocisku balistycznego z platformy mobilnej. W 1949 roku w ZSRR przygotowano wstępny projekt rakietowego okrętu podwodnego pod sygnaturą Projekt P-2, którego planowanym zadaniem było wykonywanie uderzeń na cele lądowe. Projekt opracowany został przez CKB-18 (późniejsze biuro konstrukcyjne Rubin). Okręt miał zakładaną wyporność nawodną niemal 5400 ton, a przenosić miał 12 pocisków R-1 (radzieckich wersji V-2) oraz pocisków manewrujących Łastoczka. W realizacji programu tego okrętu napotkano jednak dużą liczbę problemów, których konstruktorzy nie zdołali pokonać, w tym m.in. problemy ze stabilizacją pocisku przed jego odpaleniem. W pierwszej fazie rozwoju morskich systemów rakietowych woda-ziemia zarówno ZSRR, jak i USA traktowały ten rodzaj broni jako broń wyłącznie taktyczną bez znaczenia strategicznego.

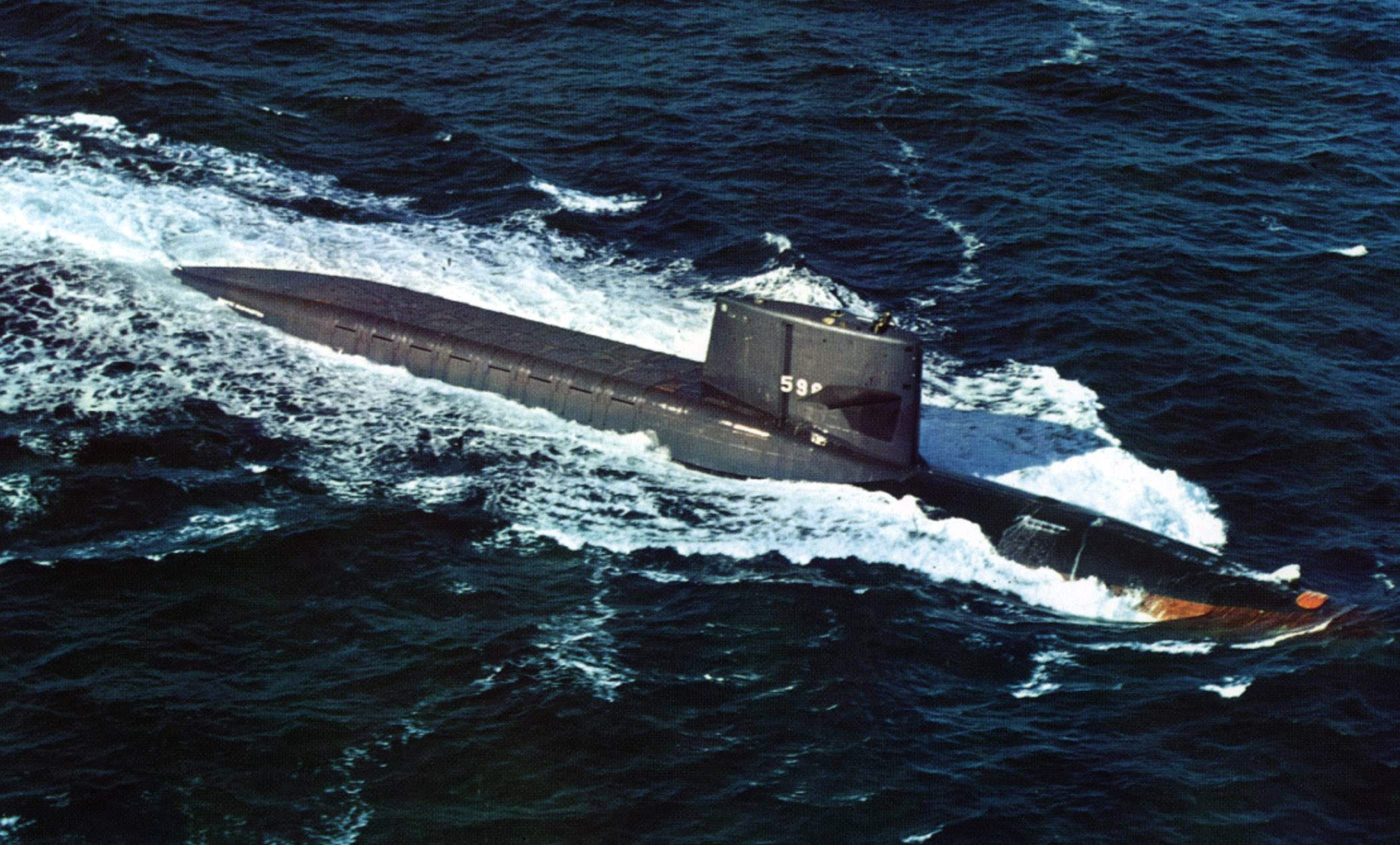
USS „George Washington” (SSBN-598) typu George Washington, pierwszy strategiczny okręt podwodny z napędem jądrowym

Po początkowych amerykańskich próbach pocisku V-2, pomysł wystrzeliwania pocisków balistycznych z okrętów został nie tylko zarzucony, lecz oficjalnie wręcz zwalczany. Doszło bowiem do tego, że szef operacji morskich w latach 1953–1955, admirał Robert Carney, nałożył restrykcje na oficerów marynarki promujących program balistyczny. Sytuację w tym względzie zmieniło dopiero objęcie w 1955 roku funkcji szefa operacji morskich przez admirała Arleigha Burkego, dla którego wsparcie, wbrew opozycji w marynarce, najwyższego priorytetu programu balistycznego US Navy, było najbardziej znaczącą inicjatywą w trakcie sprawowania przez niego po raz pierwszy tej funkcji, w latach 1955–1957. Burke utworzył specjalne biuro marynarki Special Projects Office (SPO), którego wyłącznym zadaniem miały być prace nad morskimi pociskami balistycznymi i przenoszącymi je okrętami. W celu umożliwienia szybkiej budowy podwodnych nosicieli pocisków balistycznych, US Navy zmieniła plany dotyczące zamówionych już okrętów myśliwskich o napędzie nuklearnym, których budowa została już rozpoczęta. Z tego też względu pierwsze pięć jednostek przenoszących pociski Polaris A-1 (SSBN 598–602), było pochodnymi okrętów myśliwskich typu Skipjack. W programie tym zaplanowano budowę 41 okrętów z napędem jądrowym, z których każdy przenosić miał 16 umieszczonych w pionowych silosach pocisków. Pierwszą serię „41 for Freedom” jak popularnie nazwano 41 jednostek tworzących system rakietowy Polaris-Poseidon, tworzyło 5 okrętów typu George Washington. Wszystkie 41 okrętów, na które składały się także jednostki typów Ethan Allen, Lafayette, James Madison i Benjamin Franklin, wybudowano w rekordowym czasie zaledwie kilku lat.
Okręty te miały opływowy kadłub z jedną śrubą oraz siłownią jądrową z reaktorem S5W, zapewniającą moc 15 000 koni mechanicznych. Dla celów pomieszczenia pocisków balistycznych okręty tego typu zostały przedłużone o 39,6 metra, w tym 13,7 m dla urządzeń specjalnej nawigacji oraz kontroli pocisków, 3 metry dla urządzeń pomocniczych oraz 22,9 m dla dwóch rzędów (po osiem w każdym) pojemników startowych. Znacznie większe niż oryginalny typ Skipjack okręty rakietowe miały tę samą siłownię, co czyniło je okrętami znacznie wolniejszymi. Pierwszy okręt SSBN USS „George Washington” (SSBN-598) powstał z połączenia elementów okrętu „Scorpion” (SSN-589), którego budowę rozpoczęto 1 listopada 1957 r. oraz „Skipjack”. W celu budowy USS „George Washington”, dokonano ponownego zamówienia, tym razem na okręt nowego typu. W związku z rozwojem radzieckiego programu rakietowego, produkcja okrętów SSBN otrzymała najwyższy narodowy priorytet. W związku z nim, z uwagi na moce produkcyjne stoczni oraz zaopatrzenie w materiały i urządzenia, produkcja wszystkich innych jednostek – zwłaszcza okrętów myśliwskich – została spowolniona bądź wstrzymana. Do lipca 1960 roku w produkcji było pięć jednostek typu George Washington (598), pięć ulepszonych okrętów typu Ethan Allen (608) oraz cztery jednostki typu Lafayette (616).

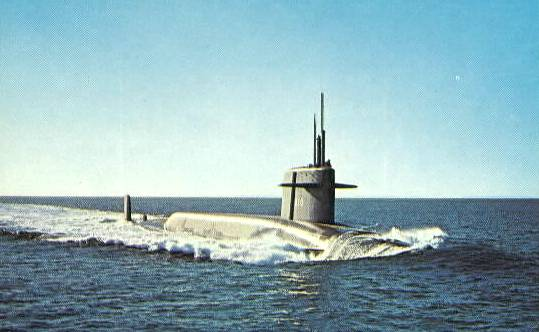
USS „Thomas A. Edison” (SSBN-610) typu Ethan Allen

Pierwszych pięć okrętów bazowało na konstrukcji typu Skipjack, z testową głębokością zanurzenia 215 metrów, z wyjątkiem pierwszego okrętu „George Washington”, którego przedział rakietowy nie został – jak kadłuby pozostałych jednostek – zbudowany ze stali HY-80, lecz z mniej wytrzymałej High-Tensile Steel, z powodu której zanurzenie testowe tego okrętu wynosiło 183 metry. Pięć jednostek typu Ethan Allen było większymi okrętami opartymi na kadłubie i maszynach okrętów typu Thresher/Permit z testową głębokością zanurzenia 400 metrów i wypornością podwodną 7800 ton. Okręty typu Lafayette były ostatnimi jednostkami Polaris, wymiarami i wypornością (8250 t. w zanurzeniu) przewyższały pozostałe jednostki, miały przy tym ulepszony system wyciszenia okrętu. Pierwszy okręt Polaris – „George Washington” – został przyjęty do służby 20 grudnia 1959 roku, a 18 czerwca następnego roku wypłynął na pierwszy patrol, podczas którego dokonał pierwszego odpalenia nieuzbrojonego pocisku Polaris A-1. Na pokładzie okrętu znajdował się w tym czasie kontradmirał William F. Raborn – szef SPO – oraz obydwie załogi, a także pewna liczba techników – razem około 250 osób. W trakcie odpalenia wystąpiły niewielkie problemy procedury odliczania przed startem, co spowodowało, iż okręt powrócił do portu, rezygnując z odpalenia dwóch pozostałych zaplanowanych do wystrzelenia pocisków. Po usunięciu usterek okręt ponownie wyszedł w morze, dokonując dwóch pozostałych odpaleń. Po drugim z nich kontradmirał Raborn wysłał z pokładu okrętu bezpośrednią depeszę do prezydenta Dwighta Eisenhowera o treści POLARIS – FROM OUT OF THE DEEP TO TARGET. PERFECT (Polaris – z głębin do celu. Perfekcyjnie). Jednostki te wprowadziły do służby nowy standard operacyjny, w którym każdy okręt ma dwie pełne załogi, w tym wypadku 135 oficerów i marynarzy. Załogi te nazywane są „złotą” i „niebieską”.

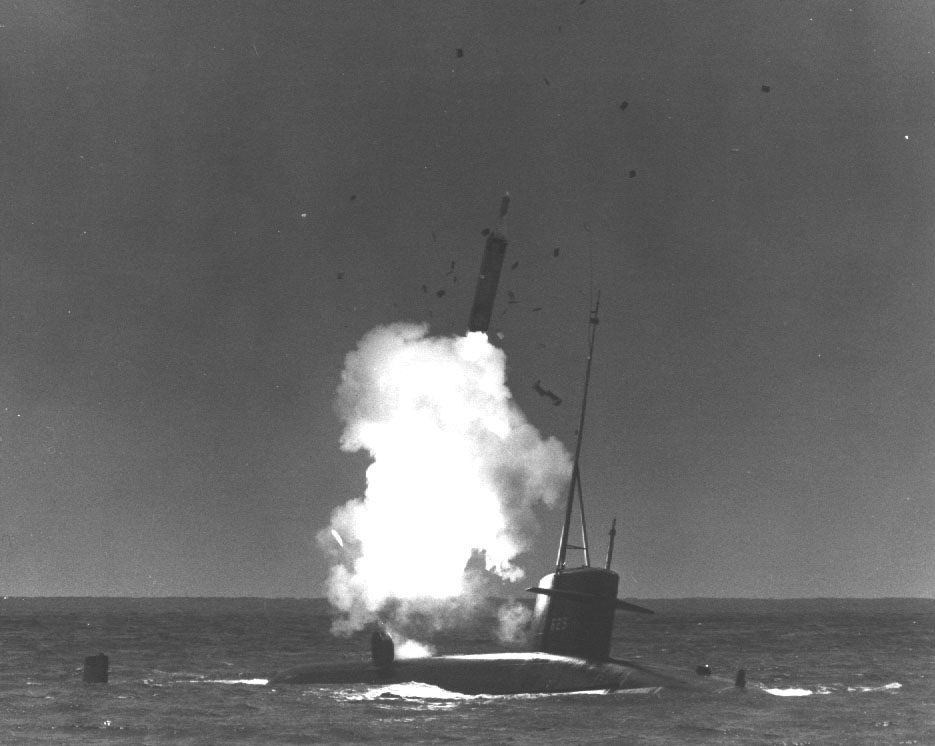
USS „Henry Clay” (SSBN-625) typu Lafayette odpalający pocisk Polaris A-2 w pobliżu Przylądka Kennedy’ego na Florydzie w 1964 roku. Maszt na szczycie kiosku jest anteną telemetryczną stosowaną przy startach testowych. Test ten był pierwszym z jedynie dwóch w historii odpaleń amerykańskich pocisków SLBM z powierzchni oceanu.

Jedna z załóg wypływa okrętem na sześćdziesięciodniowy patrol, po czym dostarcza okręt do portu celem uzupełnienia zapasów i przeprowadzenia drobnych napraw, a następnie jednostka wypływa na kolejny sześćdziesięciodniowy patrol z drugą załogą, podczas gdy pierwsza z nich poświęca czas na odpoczynek i trening. W ten sposób, dwie trzecie wszystkich okrętów Polaris było w każdym momencie na morzu. Cały program „polaris-poseidon” do dziś uważany jest za bardzo udany. Jednostki polaris przewyższały radzieckie podwodne okręty rakietowe pierwszej generacji pod każdym względem. W odróżnieniu od okrętów radzieckich, mogły odpalać pociski w zanurzeniu, przenosiły aż 16 pocisków (w odróżnieniu od 2-3 pocisków w okrętach radzieckich), bardziej precyzyjnie ustalały swoją pozycję i co najważniejsze, były całkowicie niewrażliwe na radzieckie środki zwalczania okrętów podwodnych. W roku 1961 jeden z najwyższych oficerów radzieckich pisał w tajnym wówczas raporcie: „Ściśle rzecz biorąc, nie mamy jeszcze dopracowanych metod zwalczania okrętów podwodnych przenoszących pociski rakietowe. Nie zdefiniowaliśmy jeszcze nawet sił jakie byłyby niezbędne do wykonania tego zadania”. W odpowiedzi na pojawienie się w Stanach Zjednoczonych morskiego systemu rakietowego, Związek Radziecki rozpoczął szereg programów rozwojowych broni przeciwpodwodnej, jednakże aż do późnych lat 70., nie stanowiła ona poważnego zagrożenia dla amerykańskich okrętów przenoszących pociski strategiczne.
Do 1967 roku ukończono budowę 41 okrętów SSBN, przenoszących łącznie 656 pocisków. ZSRR wybudował wcześniej 8 okrętów z napędem jądrowym oraz 29 jednostek diesel-elektrycznych przenoszących w sumie 104 pociski. Na dodatek, pociski amerykańskie pociski przenoszone były w „nowoczesnych” napędzanych energią jądrową okrętach, miały większy zasięg, były celniejsze oraz możliwe do odpalenia spod wody. W 1971 roku, do służby w US Navy weszły pierwsze na świecie pociski wyposażone w głowice niezależnie wycelowywane – Poseidon C-3, do 14 głowic MIRV które mogły być skierowane każda w odrębny cel w określonym rejonie geograficznym.
W 1966 roku amerykański sekretarz obrony Robert McNamara zarządził przeprowadzenie studiów strategicznych pod kryptonimem Strat-X, których zadaniem było określenie możliwych alternatyw przeciwdziałania sowieckiemu systemowi antybalistycznemu i zwiększenie możliwości przetrwania pierwszego radzieckiego uderzenia atomowego. Rezultatem prac Start X było m.in. uruchomienie przez Stany Zjednoczone programu Undersea Long Range Missile System (ULMS), którego zadaniem było opracowanie całkowicie nowego podwodnego systemu rakietowego, który otrzymał wkrótce nazwę „Trident”. Program zmierzał do konstrukcji okrętu podwodnego i przeznaczonego dla niego pocisku balistycznego o zasięgu międzykontynentalnym, którego celność nie ustępowała by celności lądowego systemu ICBM. O ile ówczesne technologie rakietowe pozwalały już na konstrukcje pocisków o odpowiednim zasięgu, o tyle zapewnienie pociskom wystrzeliwanym z morskich platform mobilnych równie wysokiej celności jak w przypadku pocisków wystrzeliwanych ze stacjonarnych wyrzutni lądowych, wymagało zakrojonych wielka skalę prac naukowo-badawczych oraz bardzo skomplikowanego procesu konstrukcyjnego, związanego z niezwykle precyzyjnym określaniem pozycji okrętu w morzu. Według dominującej pierwotnie koncepcji, pociski balistyczne przenoszone miały być w pozycji poziomej (a nie pionowej) na zewnątrz kadłuba sztywnego w ochronnych kapsułach. Według tych założeń pociski mogły być uwalniane z okrętu przy każdej możliwej do osiągnięcia przez okręt prędkości oraz głębokości zanurzenia. Aby uniknąć ujawnienia pozycji okrętu przez śledzoną wstecz trajektorię pocisku, jego odpalenie następować miało z opóźnieniem – co miało w wielkim stopniu zwiększyć szanse przetrwania jednostki.

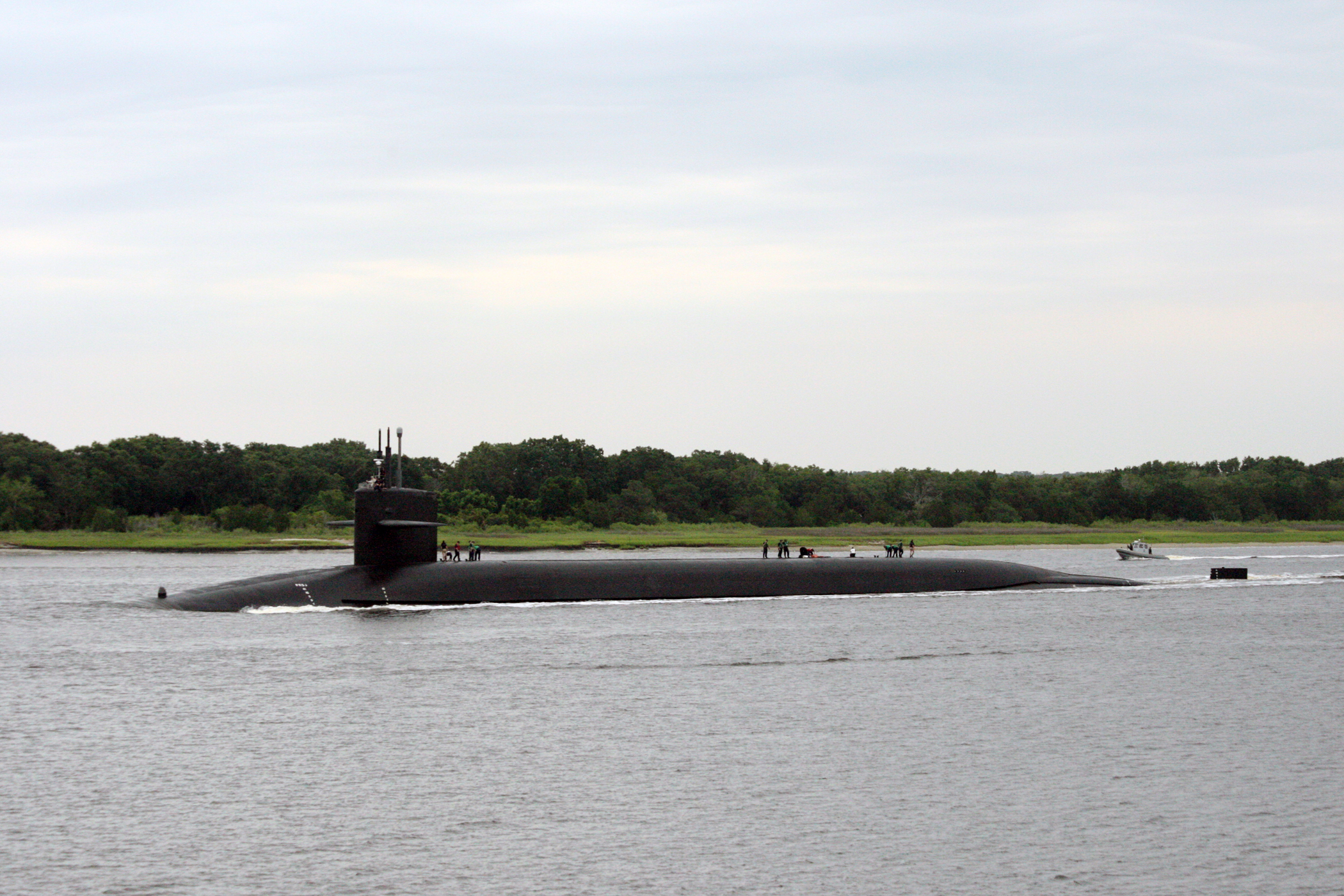
USS „West Virginia” (SSBN-736) typu Ohio

Ostatecznie amerykańska marynarka zdecydowała się na zastosowanie klasycznego, pionowego umieszczenia pocisków. Rezultatem programu „Trident” było powstanie okrętów typu Ohio zdolnych do przenoszenia 24 pocisków balistycznych w dwóch rzędach po 12 silosów każdy. Jednakże kiedy przygotowano projekt okrętów ULMS i rozpoczynano budowę pierwszych jednostek, program konstrukcyjny przeznaczonych dla nich pocisków nie został jeszcze ukończony. Co gorsza, przewidywano, iż zajmie to jeszcze wiele lat. W tej sytuacji odpowiedzialne za ten program biuro Strategic Systems Project Office (SSPO) zaproponowało tymczasową alternatywę dla tego pocisku w postaci opartego na konstrukcji Poseidona C-3 pocisku zwanego EXPO (Extended Range Poseidon) lub C3D.

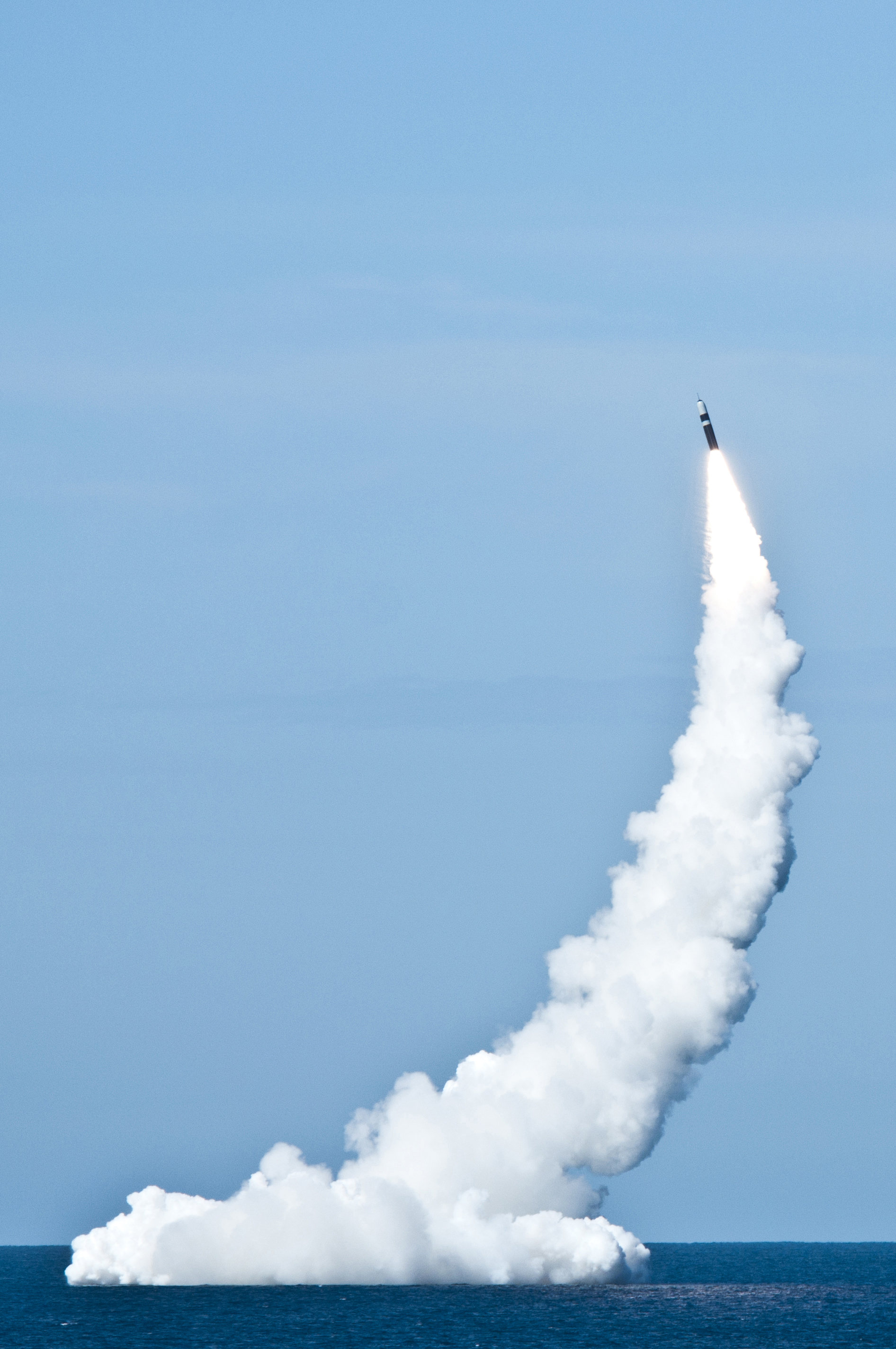
11 marca 2011 roku; 135 z rzędu udany start testowy Trident II D-5, przeprowadzony z pokładu USS „Nevada” (SSBN-733) typu Ohio

Koncepcję pocisku tymczasowego, który miał być używany niejako w zastępstwie do czasu zakończenia programu R&D pocisku docelowego przyjęto, i tak zdefiniowany pocisk oznaczono jako UGM-93A Trident I C-4. System docelowy jednak, wymagał o wiele bardziej zaawansowanego układu nawigacji i naprowadzania, i to zarówno na poziomie okrętu jak i pocisku. Przeprowadzone badania wykazały bowiem, że nawet drobne błędy w określeniu pozycji okrętu w chwili startu skutkują znacznymi błędami precyzji pocisku na poziomie celu. Dla wymaganego poziomu precyzji ustalenia pozycji okrętu, nie jest wystarczający okrętowy system nawigacji bezwładnościowej, który musi być resetowany z zewnętrznego źródła w trakcie rejsu okrętu, co wymaga kontaktu zanurzonej jednostki ze światem zewnętrznym, a co za tym idzie ułatwia jej lokalizację przez przeciwnika. Jako sposób rozwiązania problemu, przyjęto system resetowania układu bezwładnościowego za pomocą pomiaru lokalnych zmian ziemskiego pola magnetycznego i jego porównania z mapą ziemskich pół magnetycznych zapisanych w pamięci komputerowego układu nawigacyjnego okrętu. 11 listopada 1981 roku wszedł do służby pierwszy okręt systemu rakietowego „Trident” USS „Ohio” (SSBN-726), o wyporności podwodnej 18700 ton, który stał się jednostką prototypową typu – zgodnie z amerykańską praktyką – o jego nazwie. Okręt ten przenosił pierwotnie 24 pociski Trident C-4. Docelowe pociski „Trident” UGM-133 Trident II D-5 weszły do służby dopiero po wejściu w skład amerykańskiej floty dziewiątego okrętu typu Ohio – USS „Tennessee” (SSBN-734) w grudniu 1988 roku. Po zakończeniu zimnej wojny, na mocy postanowień traktatu START I, cztery najstarsze wówczas jednostki typu Ohio zostały wyprowadzone ze służby w siłach strategicznych USA, i po odpowiedniej przebudowie zostały skierowane do służby w charakterze nosicieli niestrategicznych pocisków manewrujących.

#### Zimnowojenne operacje podwodne
Trzy okoliczności radykalnie zmieniły model zachodnich operacji podwodnych po zakończeniu II wojny światowej: alianckie druzgocące zwycięstwo w tym konflikcie, przekształcenie się Związku Radzickiego z sojusznika w największego alianckiego oponenta, oraz rozpoczęcie epoki prawdziwych okrętów podwodnych, symbolizowane przez wejście do służby niemieckich okrętów typu XXII. Technologia jednostek typu XXI była dostępna dla wcześniejszych sojuszników. Przeciwdziałanie potencjalnemu zagrożeniu ze strony szybkich okrętów podwodnych dla transatlantyckich i transpacyficznych linii komunikacyjnych oraz zachodnich zespołów okrętów nawodnych skupiło uwagę planistów w pierwszym okresie po zakończeniu wojny. W konsekwencji działania ZOP stały się głównym zadaniem zachodnich sił podwodnych. Ograniczenia techniczne ówczesnych okrętów podwodnych, nawet po dużych modyfikacjach jak w amerykańskim programie GUPPY, spowodowały koncentrację flot zachodnich przede wszystkim na przechwytywaniu obcych jednostek podwodnych. Jednostki tej klasy zostały rozmieszczone na wysuniętych pozycjach, jeśli to było możliwe w pobliżu radzieckich baz morskich, w wypadkach zaś w których takie rozmieszczenie było niepraktyczne, w „wąskich gardłach” – relatywnie precyzyjnie określonych przejściach przez które radzieckie okręty podwodne musiały przepływać w drodze do swoich celów. Ta wczesna taktyka uzależniona była od powolnych choć cichych okrętów, wyposażonych w sonary pasywne i systemy kontroli ognia, jednak prowadzone operacje szybko zademonstrowały ograniczoną efektywność zarówno samych okrętów, jak i ich elektroniki. W latach 60. sytuację zmieniło wprowadzenie do służby operacyjnej jednostek z napędem nuklearnym. Ich większe rozmiary umożliwiły instalację zaawansowanych systemów sonarowych, których możliwości zbliżyły zdolność bojową jednostek do wypełnienia wyznaczonych im zadań. Zdolność do długotrwałego przebywania pod wodą bez konieczności okresowego wypływania na powierzchnię, umożliwiło rzeczywiste rozmieszczanie jednostek w pobliżu nieprzyjacielskich baz i przejściach. Duże możliwości sonarów, prędkość podwodna oraz zerwanie przez okręty jądrowe z pływaniem nawodnym otworzyło także możliwość prowadzenia stałych obserwacji sowieckich okrętów podwodnych: co stało się najpilniejszym zadaniem od czasu, gdy Związek Radziecki rozpoczął rozmieszczanie na okrętach podwodnych rakietowych pocisków balistycznych. Cechy te umożliwiły także praktyczną realizację starej koncepcji „okrętów podwodnych floty”. Nie oznaczało to jednak w zachodniej doktrynie przechwytywania radzieckich okrętów nawodnych, lecz raczej towarzyszenie dużym zespołom nawodnym, które stały się jednymi z głównych celów radzieckich, w charakterze ich eskorty. Innym zadaniem myśliwskich okrętów z napędem jądrowym, stanowiącym w tym czasie trzon zachodnich sił podwodnych, była ochrona własnych strategicznych okrętów podwodnych oraz śledzenie, a w razie wystąpienia takiej konieczności, zwalczanie radzieckich okrętów rakietowych.